# Palácio de Versalhes

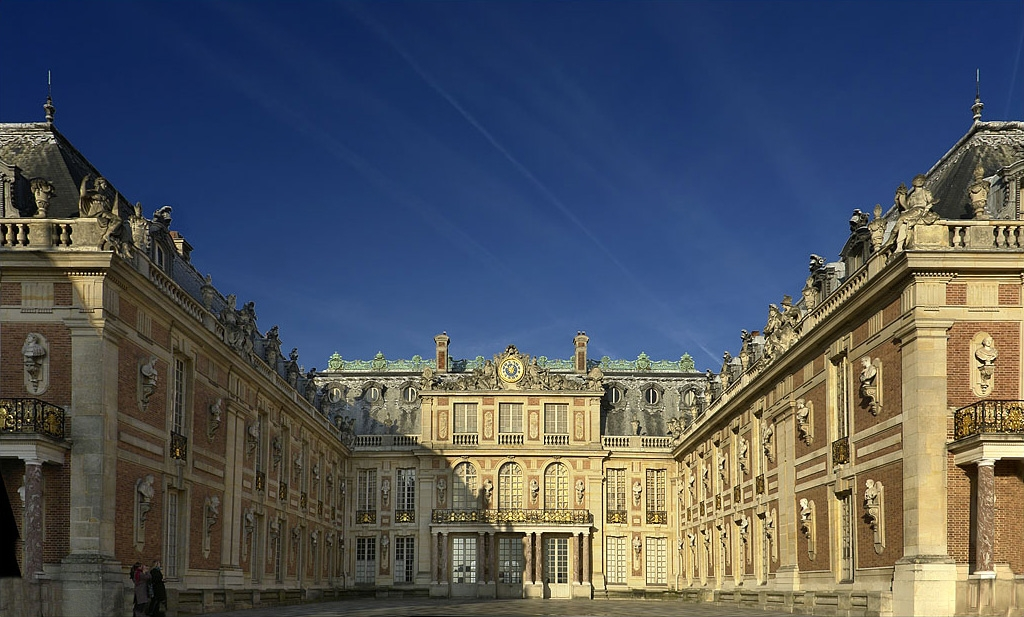
Cour d'Honneur interno

Palácio de Versalhes (em francês:  Château de Versailles) é um castelo real localizado na cidade de Versalhes, uma aldeia rural à época de sua construção, mas atualmente um subúrbio de Paris. Desde 1682, quando Luís XIV se mudou de Paris, até a família real ser forçada a voltar à capital em 1789, a Corte de Versalhes foi o centro do poder do Antigo Regime na França.
Em 1660, de acordo com os poderes reais dos conselheiros que governaram a França durante a menoridade de Luís XIV, foi procurado um local próximo de Paris mas suficientemente afastado dos tumultos e doenças da cidade apinhada. Paris crescera nas desordens da guerra civil entre as facções rivais de aristocratas, chamada de Fronda. O monarca queria um local onde pudesse organizar e controlar completamente um Governo da França por um governante absoluto. Resolveu assentar no pavilhão de caça de Versalhes, e ao longo das décadas seguintes expandiu-o até torná-lo no maior palácio do mundo. Versalhes é famoso não só pelo edifício, mas como símbolo da Monarquia absoluta, a qual Luís XIV sustentou. Considerado um dos maiores do mundo, o Palácio de Versalhes possui 2 153 janelas, 67 escadas, 352 chaminés, 700 quartos, 1 250 lareiras e 700 hectares de parque. É um dos pontos turísticos mais visitados da França, recebe em média oito milhões de turistas por ano e fica a três quarteirões da estação ferroviária. Construído pelo rei Luís XIV, o "Rei Sol", a partir de 1664, foi por mais de um século modelo de residência real na Europa, e por muitas vezes foi copiado.
Incumbido da tarefa de transformar o que era o pavilhão de caça de Luís XIII no mais opulento palácio da Europa, o arquiteto Louis Le Vau reuniu centenas de trabalhadores e começou a construir um novo edifício ao lado do já existente. Foram assim realizadas sucessivas ampliações — apartamentos reais, cozinhas e estábulos — que formaram o Pátio Real. Le Vau não conclui as obras. Após sua morte, Jules Hardouin-Mansart tornou-se, em 1678, o arquiteto responsável por dar continuidade ao projeto de expansão do palácio. Foi quem construiu o Laranjal, o Grande Trianon, as alas Norte e Sul do Palácio, a Capela e a Galeria de Espelhos (onde foi ratificado, em 1919, o Tratado de Versalhes). A última, trata-se de uma sala com 73 m de comprimento, 12,30 m de altura e iluminada por dezessete janelas que têm à sua frente, espelhos que refletem a vista dos jardins.
Em 1837 o castelo foi transformado em museu de história. O palácio está cercado por uma grande área de jardins, uma série de plataformas simétricas com canteiros, estátuas, vasos e fontes trabalhados, projetados por André Le Nôtre. Como o parque é grande, um trem envidraçado faz um passeio entre os monumentos.

## A evolução de Versalhes

### O primeiro château

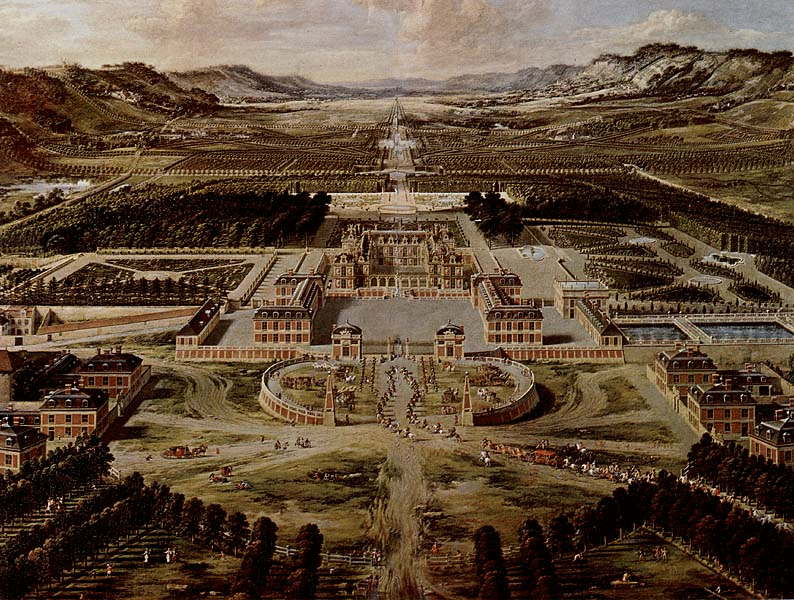
O château original

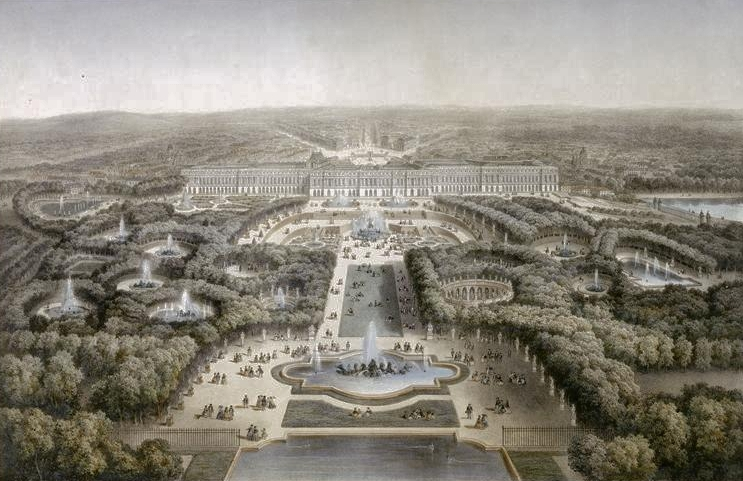
Vista do Palácio e Jardins de Versalhes, gravura do século XIX

A primeira menção à aldeia de Versalhes encontra-se num documento datado de 1038, a “Charte de l'abbaye Saint-Père de Chartres” (Carta de Direitos da Abadia de Saint-Père de Chartres). Entre os signatários da Carta encontra-se um Hugo de Versalhes, a partir do nome da aldeia.
Durante este período, a aldeia de Versalhes, centrada num pequeno castelo e igreja, e a área envolvente eram controladas por um senhor local. A localização da aldeia, na estrada de Paris para Dreux e para a Normandia, trouxe-lhe alguma prosperidade, mas devido à Peste negra e à Guerra dos Cem Anos, esta seria largamente destruída e sua população severamente diminuída.
Em 1575, Albert de Gondi, um florentino, comprou o senhorio. Gondi havia chegado a França com Catarina de Medici e a sua família tornou-se influente na Assembleia dos Estados Gerais francesa. Nas primeiras décadas do século XVII, Gondi convidou Luís XIII para várias caçadas na floresta de Versalhes. Em 1624, depois desta introdução inicial à área, Luís XIII ordenou a construção de um castelo de caça. Desenhada por Philibert Le Roy, a estrutura foi construída em pedra e tijolo encarnado com um telhado de ardósia. Oito anos depois, em 1632, Luís XIII conseguiu a escritura e posse de Versalhes a partir da família Romonov, e começou a fazer ampliações ao palácio.
Os construtores do Palácio de Versalhes se espelharam em Metamorfoses para construírem alguns de seus territórios. O Palácio foi construído sob o domínio de Luís XIV de França, no Absolutismo, provavelmente para exaltar seu poder majestático. Para viabilizar o projeto, Colbert, por volta de 1660, convocou os famosos Irmãos Perrault, Charles e Claude, o arquiteto Louis Le Vau, o pintor Charles Le Brun e o paisagista André Le Nôtre, que formaram a Direção das Artes. Essa Direção idealizou um conjunto de edifícios cercados por quadros geométricos constituídos por flores e plantas, com diversos bosques, estradas e canais estupendos. Basearam-se, portanto, nas imagens soltas escritas por Ovídio no Livro II de sua Metamorfoses. Basearam-se também no pensamento de Descartes, que dizia que o homem deveria tornar-se o "senhor e dono da natureza".

### Luís XIV

Luís XIV

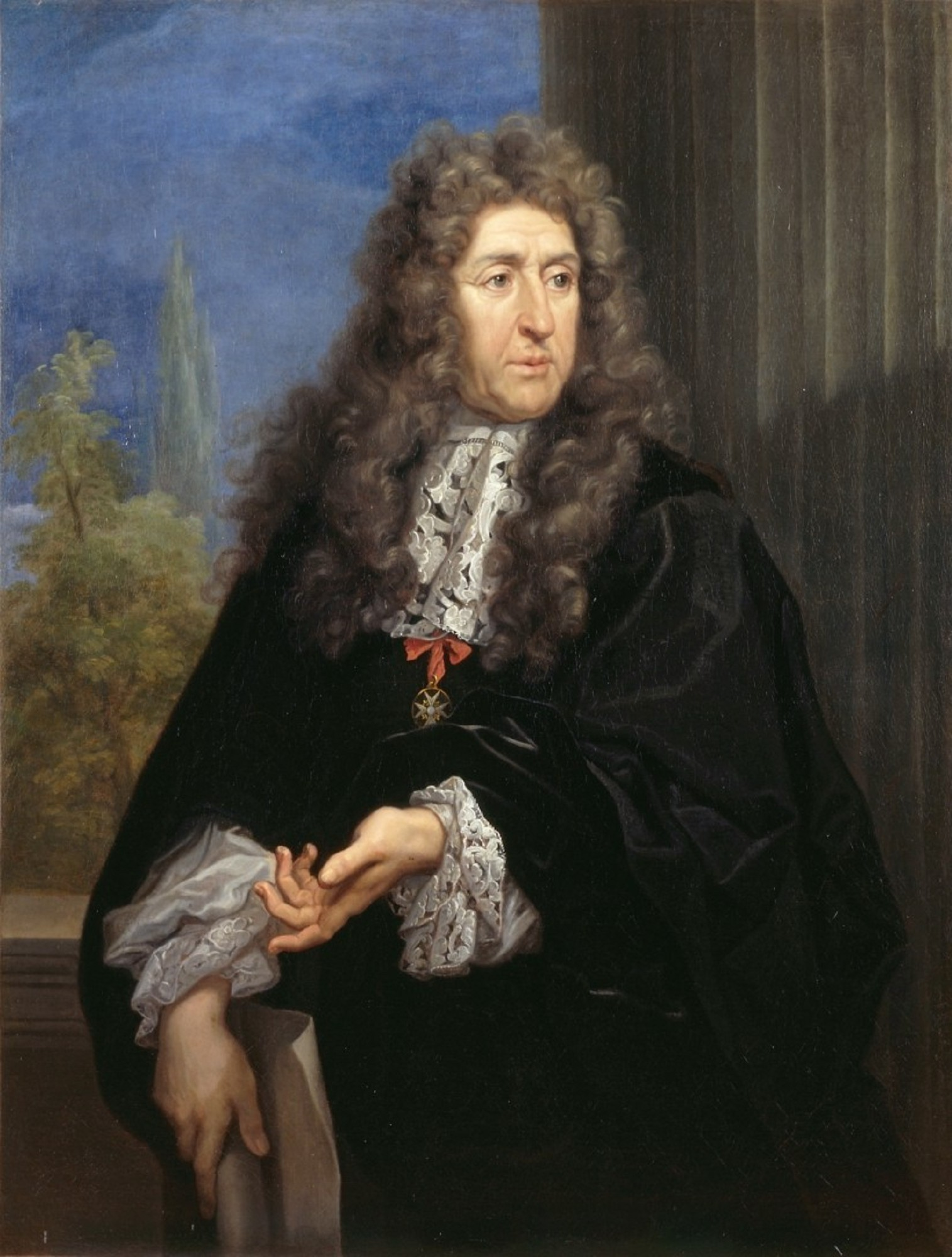
André le Nôtre, o paisagista.

O sucessor de Luís XIII, Luís XIV, teve um grande interesse em Versalhes. Com início em 1669, o arquiteto Louis Le Vau, e o arquiteto paisagista André Le Nôtre começaram uma renovação detalhada do palácio. Era desejo de Luís XIV criar um centro para a Corte Real. Depois do Tratado de Nijmegen, em 1678, a Corte e o governo da França começaram a mudar-se para Versalhes. A Corte estabeleceu-se oficialmente no palácio no dia 6 de maio de 1682. Logo após a mudança da Corte, mais de 22 mil pessoas estavam trabalhando temporariamente em Versalhes e em 1685 já eram 36 mil.
Mudando a Corte Real e a sede do Governo da França, Luís XIV esperava ganhar grande controle do país pela nobreza, distanciando-se ele próprio da população de Paris. Todo o poder da França emanava desse centro: aqui existiam gabinetes governamentais, tais como casas para milhares de cortesãos,  seus acompanhantes, e todos os funcionários da Corte. Ao requerer que nobres de certa posição e estatuto passassem um período do ano em Versalhes, Luís evitava que desenvolvessem o seu próprio poder regional às custas do seu Poder Real e mantinha-os a concertar esforços na centralização do governo francês numa Monarquia absoluta. A meticulosa e estrita etiqueta que Luís XIV estabeleceu, a qual deixou os seus herdeiros estupefactos com o seu pequeno tédio, era resumida nos elaborados procedimentos que acompanhavam o seu acordar pela manhã, conhecidos como o Levée, dividido no petit lever para os mais importantes e no grand lever para a restante Corte. Como outras maneiras da Corte francesa, foi rapidamente imitada em outras Cortes da Europa.
Depois da morte do Cardeal Jules Mazarin, em 1661, o qual havia servido como co-regente durante a menoridade de Luís XIV, este monarca (nascido a 5 de setembro de 1638 em Saint-Germain-en-Laye; falecido a 1 de setembro de 1715 em Versalhes; reinou de 14 de maio de 1643 a 1 de setembro de 1715) começou seu reinado pessoal por jurar ser o seu próprio primeiro-ministro. A partir deste ponto, a construção e expansão de Versalhes tornou-se sinónimo do absolutismo de Luís XIV.
Depois da desgraça de Nicolas Fouquet em 1661 — Luís afirmou que o Ministro das Finanças não estaria apto a construir o seu grande Château de Vaux-le-Vicomte se não tivesse se apropriado indevidamente de fundos da Coroa — Luís XIV confiscou a propriedade de Fouquet, empregando os talentos do arquiteto Louis Le Vau, do arquiteto paisagista André Le Nôtre e do pintor e decorador Charles Le Brun para as suas campanhas de construção em Versalhes e noutros lugares. Para Versalhes, fizeram quatro campanhas de construção distintas (depois de alterações e ampliações menores executadas no palácio e nos jardins em 1662-1663), todas elas correspondendo às guerras de Luís XIV. Desde 1682, quando Luís XIV se mudou de Paris, até a família Real ser forçada a voltar à capital em 1789, a Corte de Versalhes foi o centro do poder do Antigo Regime na França.

#### Primeira campanha de construção
A Primeira Campanha de Construção consistiu alterações no palácio e jardins para acomodar os 600 hóspedes convidados para a festa Plaisirs de l’Île enchantée, de 1664.
Esta festa realizou-se entre 7 e 13 de maio de 1664, ostensivamente para celebrar as duas rainhas de França — Ana da Áustria, a Rainha Mãe, e Maria Teresa de Espanha, a esposa de Luís XIV — embora na verdade fosse dada para celebrar a amante do Rei, Louise de La Vallière. Os Plaisirs de l’Île enchantée são muito frequentemente considerados como o prelúdio da Guerra de Devolução, a qual Luís XIV travou contra a Espanha — ambas as rainhas eram espanholas por nascimento — entre 1667 e 1668.

#### Segunda campanha de construção
A Segunda Campanha de Construção (1669-1672) foi inaugurada com a assinatura do Tratado de Aquisgrão (o tratado que pôs fim à Guerra de Devolução). Durante esta campanha, o palácio começou a assumir muita da sua aparência atual. A modificação mais importante foi o envolvimento por LeVau do pavilhão de caça de Luís XIII. O envolvimento, frequentemente referido como palácio novo para distingui-lo da estrutura antiga de Luís XIII — rodeava o pavilhão de caça por Norte, Oeste e Sul. A nova estrutura providenciava novos alojamentos para o Rei e membros de sua família.
O primeiro andar do palácio novo, o piano nobile, foi dado inteiramente a dois apartamentos, um para o Rei e outro para a Rainha. O Grand appartement du roi ocupava a parte Norte do palácio novo e o Grand appartement de la reine, a parte Sul. A parte Oeste do envolvimento foi destinada, quase inteiramente, a um terraço, o qual foi destruído mais tarde para dar lugar à Galerie des glaces (Galeria dos Espelhos). O piso térreo da parte Norte foi ocupado pelo appartement des bains (apartamento dos banhos), o qual incluía uma banheira octogonal submersa com água quente e fria corrente. O irmão e a cunhada do Rei, os Duques de Orleães, ocupavam apartamentos no piso térreo da parte Sul do palácio novo. O piso superior do palácio novo estava reservado para as salas privadas do Rei, a Norte, e para as salas dos filhos do Rei acima do apartamento da Rainha, a Sul.
É significativo para o desenho e a construção dos grandes apartamentos que as salas de ambos tenha a mesma configuração e dimensões, uma característica sem precedentes no desenho dos palácios franceses. Na sua monografia “Il n’y plus des Pyrenées: the Iconography of the first Versailles of Louis XIV,” Kevin Olin Johnson põe a hipótese de a similaridade sem precedentes dos apartamentos do Rei e da Rainha representar o desejo de Luís XIV estabelecer a sua esposa como Rainha de Espanha. Sendo assim, seria criada uma espécie de Dupla-Monarquia. A junção dos dois reinos era largamente vista, segundo o argumento de Luís XIV, como recompensa por Filipe IV de Espanha ter falhado no pagamento do dote de Marie-Thérèse, o qual estava entre os termos da capitulação com a qual a Espanha concordou na promulgação do Tratado dos Pirenéus (1659, finalizando a guerra entre França e Espanha, que se travava desde 1635). Luís XIV viu o ato do seu sogro como uma brecha no tratado, e consequentemente engrenou na Guerra de Devolução.
Tanto o grand appartement du roi como o grand appartement de la reine formavam um conjunto de sete salas enfileiradas. Cada sala era dedicada a um dos "Corpos Celestes", personificados pelas divindades Greco-Romanas apropriadas. A decoração das salas, a qual foi conduzida sob a direcção de Charles Le Brun, descrevia as “heróicas ações do Rei” e eram representadas em forma alegórica pelas ações de figuras históricas do passado (Alexandre, o Grande, Augusto, Ciro II etc.).

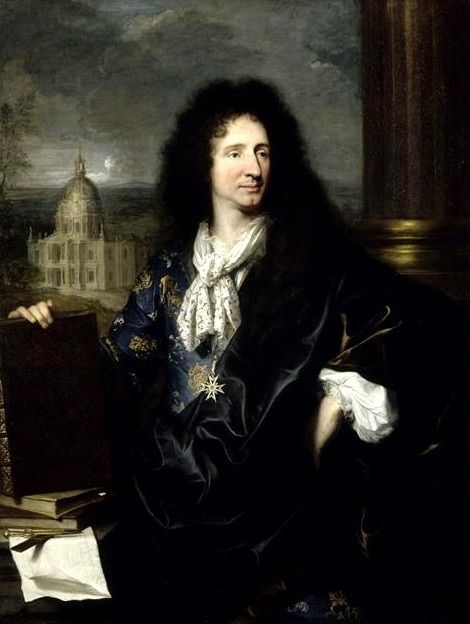
Jules Hardouin-Mansart, segundo arquiteto de Versalhes

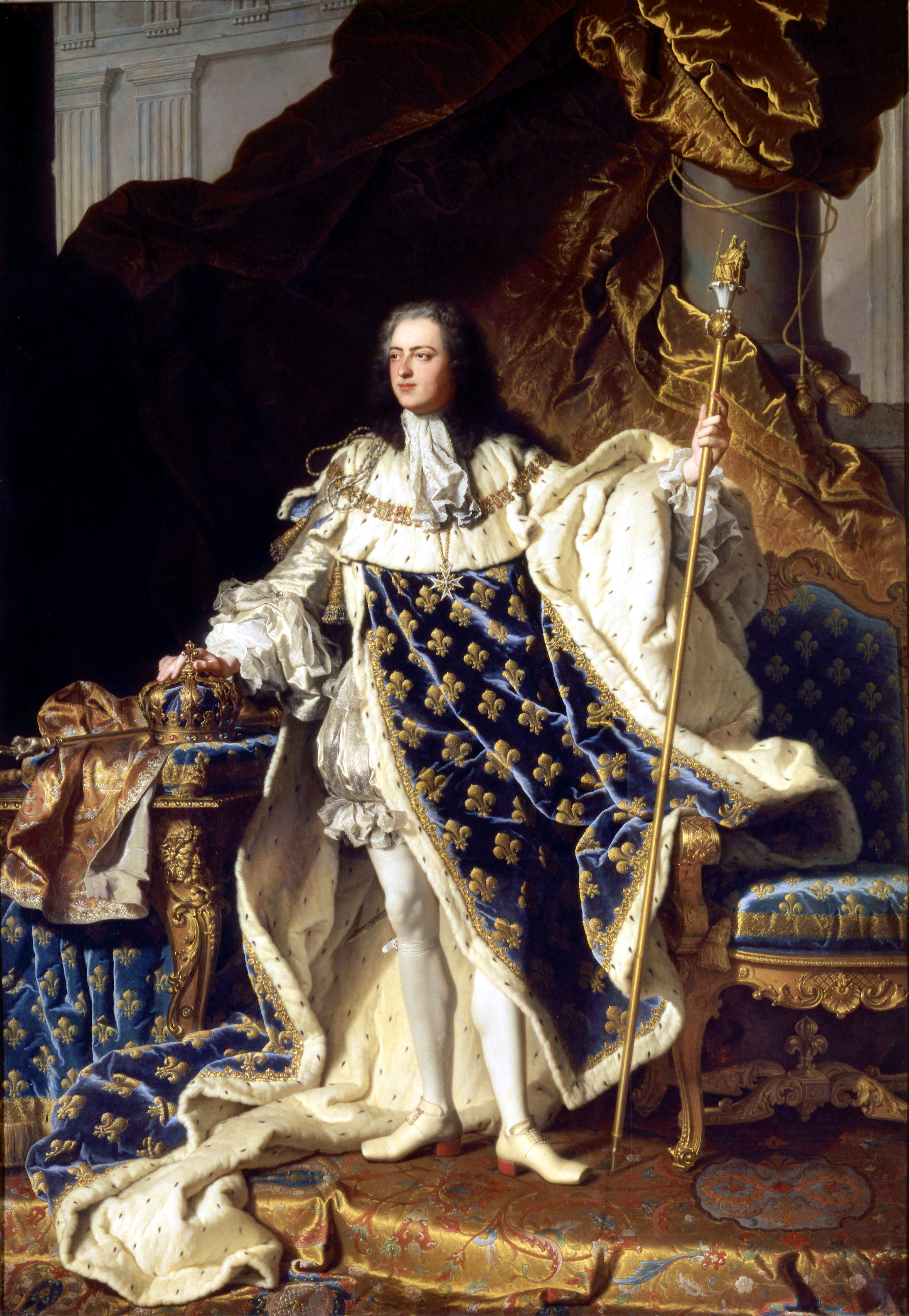

#### Terceira campanha de construção
Com a assinatura do Tratado de Nijmegen (1678, o qual pôs fim à Guerra Franco-Holandesa de 1672-1678), começou a Terceira Campanha de Construção em Versalhes (1678-1684). Sob a direção do arquiteto Jules Hardouin Mansart, o Palácio de Versalhes adquiriu muito do aspecto que apresenta hoje. Em adição à Galeria do Espelhos, Mansart desenhou as alas Norte e Sul (as quais eram usadas pela nobreza e pelos Príncipes do Sangue, respectivamente), e o Laranjal. Charles Le Brun, além de estar ocupado com a decoração interior das novas adições ao palácio, também colaborou com André Le Nôtre no arranjo paisagístico dos jardins. Como símbolo da nova proeminência da França como uma Superpotência europeia, Luís XIV instalou oficialmente a Corte em Versalhes em maio de 1682.

#### Quarta campanha de construção
Pouco depois da esmagadora derrota na Guerra da Liga de Augsburgo (1688-1697) e possivelmente devido à piedosa influência de Madame de Maintenon, com quem se casou secretamente, talvez no dia 10 de outubro de 1683 em Versalhes, Luís XIV responsabilizou-se pela sua última campanha de construções em Versalhes. A Quarta Campanha de Construção (1701-1710) concentrou-se quase exclusivamente na construção da Capela Real, desenhada por Mansart e finalizada por Robert de Cotte e a sua equipe de criadores de decoração. Também fizeram algumas modificações no Petit Appartement du Roy, nomeadamente a construção do Salon de l’Oeil de Boeuf e do quarto do Rei. Com a conclusão da capela em 1710, virtualmente, toda a construção em Versalhes cessou; a construção não seria retomada em Versalhes até cerca de 20 anos depois, já durante o reinado de Luís XV.

### Luís XV
Após a morte de Luís XIV em 1715, o rei Luís XV, na época com cinco anos, a corte e o governo regente de Filipe II, Duque d'Orleães regressaram a Paris. Em maio de 1717, durante a sua visita à França, o czar russo Pedro, o Grande permaneceu no Grand Trianon. A sua permanência em Versalhes foi utilizada para observar e estudar o palácio e os jardins, que mais tarde seriam usados como uma fonte de inspiração quando construiu o Peterhof, nos arredores de São Petersburgo.
Entre as significativas contribuições de Luís XV para Versalhes estão o petit appartement du roi, o appartements de Mesdames, o appartement du dauphin e o appartement de la dauphine, no piso térreo, e os dois apartamentos privados de Luís XV — o petit appartement du roi au deuxième étage (mais tarde transformado no appartement de Madame du Barry) e o petit appartement du roi au troisième étage — respectivamenteno segundo e terceiro andares do palácio. As conquistas do reinado de Luís XV foram a construção da L'Opéra e do Petit Trianon.
Os jardins mantiveram-se praticamente inalterados desde o tempo de Luís XIV. A realização do Bassin de Neptune, entre 1738 e 1741, foi o mais importante legado de Luís XV feito nos jardins. Para o fim de seu reinado, Luís XV, sob a recomendação de Ange-Jacques Gabriel, começou a remodelar as fachadas do pátio do palácio. Com o objetivo de reformar a entrada do palácio, com fachadas clássicas, Luís XV começou um projeto que teve continuidade durante o reinado de Luís XVI, mas que só viu a sua conclusão no século XX.

### Luís XVI
Muitas das contribuições de Luís XVI para Versalhes foram, em grande medida, ditados pelos projetos inacabados deixada por seu avô. Pouco depois de sua ascensão, Luís XVI ordenou a replantação completa dos jardins, com a intenção de transformar os jardins à francesa num jardim à inglesa, estilo que se tornou popular durante o final do século XVIII. No palácio, a biblioteca e o salon des Jeux, no petit appartement du roi, juntamente com a decoração do petit appartement de la reine, de Maria Antonieta, estão entre os melhores exemplos do estilo Luís XVI. Para o conforto e a privacidade da rainha, foram erguidos ainda pavilhões independentes nos jardins, um grupo de estruturas conhecido como Os domínios de Maria Antonieta.

### Versalhes na Revolução Francesa

Jacques-Louis David: O juramento do Jeu de Paume

Em maio de 1789 o Salon d'Hercule foi o local da apresentação formal dos duzentos deputados eleitos pelo povo da França, e no dia 5 a Assembleia se reuniu na Salle des Menus, fora dos portões do palácio. Durante trinta dias, os deputados foram obrigados a ouvir os discursos do Rei, enquanto bandos de revoltosos agiam por todo o país. Em 20 de junho, os deputados se reuniram no pavilhão de tênis — o Jeu de Paume — e proferiram um juramento de não se dispersarem enquanto a França não tivesse uma Constituição, e os relatos da época informam sobre a atmosfera de tensão e medo que tomou conta da corte. Três dias depois, Luís XVI fez um discurso ordenando que a Assembleia fosse dissolvida, mas sem efeito. Então um grande grupo de populares entrou no anfiteatro no intuito de demoli-lo, mas encontraram a firme oposição de Mirabeau, que temia pela vida dos deputados, e ameaçou a turba de morte. Em torno do palácio, outros grupos de revoltosos conseguiram penetrar em vários pontos do edifício. Dali em diante explodiam insurreições pela França a cada dia, e a situação estava fora de controle, apesar de tentativas de sufocamento por parte das forças realistas. No dia 5 de outubro de 1789, chegou às portas do palácio uma multidão de mulheres famintas e enraivecidas que havia saído de Paris para protestar junto ao rei, clamando por comida. À noite, pressionado, o rei assinou a Declaração de Direitos diante da Assembleia. À meia-noite Lafayette chegou, acompanhado de uma força de vinte mil soldados da Guarda Nacional, e reportou-se imediatamente ao rei, retirando-se em seguida para a vila de Versalhes a fim de descansar, deixando as tropas acampadas nas redondezas do palácio. Antes de raiar o dia seguinte, uma multidão conseguiu vencer os muros e portões, e invadir o palácio por várias frentes, e sucederam cenas sangrentas em seus salões e corredores. Vários chegaram até os apartamentos reais, mas foram contidos pelos guardas, resultando em mortes de ambos os lados, enquanto outros roubavam mobília e objetos valiosos. Finalmente, Lafayette, tendo sido avisado, chegou, a multidão foi expulsa, e o Rei foi aconselhado a se mostrar dos balcões juntamente com a Rainha. Para sua surpresa, recebeu vivas e aplausos do povo reunido, mas ao mesmo tempo lhe pediam que fosse a Paris, onde os tumultos eram intensos, e não teve escolha senão aceder. Escoltado por Lafayette e a guarda, deixou Versalhes com a família no dia 6 de outubro.
Pouco depois da partida da família real, o Palácio de Versalhes começou a ser esvaziado. Enquanto o Rei viveu, muita mobília foi removida e transferida para as Tulherias, onde ele estava. Várias pinturas e objetos de arte passaram para a guarda do Museu do Louvre, incluindo a Mona Lisa e obras valiosas de Ticiano, Rubens e Van Dyck. Outros conteúdos foram distribuídos por várias instituições públicas: livros e medalhas foram para a Bibliothèque Nationale, relógios e instrumentos científicos (Luís XVI era um entendedor de ciência) para a École des Arts et Métiers. 
Os revolucionários debateram longamente sobre o destino que Versalhes deveria ter, e muitos queriam seu completo desmantelamento e venda dos bens ainda existentes. Entretanto, em julho de 1793 a Convenção decretou que seria transformado em escola provincial, biblioteca pública e em um museu de arte e história natural. Também os moradores da vila de Versalhes se manifestaram favoráveis à sua conservação, pois poderia ser fonte de lucros para a comunidade, além de reconhecerem que, apesar de sua ligação com o Antigo Regime, ainda assim era um monumento às artes e à cultura da França. Em 1794 e 1795, dois decretos asseguraram sua preservação como um bem público, mas em 1796 o Ministro das Finanças ordenou que a mobília remanescente fosse vendida.
Versalhes foi o mais ricamente equipado palácio da Europa até que a realização de longas séries de leilões nas suas instalações, as quais se desenrolaram por meses durante a Revolução, o esvaziaram lentamente de todos os bens de luxo a preços ridículos, maioritariamente por brocanteurs (sucateiros) profissionais. A proposta imediata era conseguir fundos, desesperadamente necessários, para armar o povo e pagar os credores do Estado, mas a estratégia de longo alcance destinava-se a assegurar que Versalhes não serviria para o regresso de nenhum Rei. A estratégia funcionou.

### Primeiro Império
Com o advento de Napoleão Bonaparte e do Primeiro Império Francês (1804-1814), o estado de Versalhes mudou. Pinturas e obras de arte que já tinham sido atribuídas ao Muséum national e ao Musée spécial de l’École française foram sistematicamente dispersadas para outros locais e, finalmente, o museu foi fechado. Em conformidade com as disposições da Constituição de 1804, Versalhes foi designado como um palácio imperial para o departamento de Seine-et-Oise.
Enquanto Napoleão não residia no palácio, apartamentos, entretanto, foram arranjados e decoradas para o uso da Imperatriz Maria Luísa de Áustria. O imperador escolheu residir no Grand Trianon. O palácio continuou a servir, porém, como um anexo do Hôtel des Invalides, com soldados feridos sendo alojados no petit appartement du roi. No entanto, no dia 3 de janeiro de 1805, o Papa Pio VII, que veio à França para oficiar na coroação de Napoleão, visitou o palácio e abençoou a multidão de pessoas que se reuniram na parterre d'eau a partir da varanda do Salão dos Espelhos.

### O Monumento-Museu
Versalhes permaneceu Real, mas sem uso durante a Restauração da Dinastia Bourbon. Em 1830, Luís Filipe, o "rei Cidadão", declarou o palácio como um museu dedicado a "todas as glórias da França," o que acontecia pela primeira vez num monumento dinástico dos Bourbon. Em 1873 o palácio deixou de ser residência real e sede do governo e virou exclusivamente museu. Ao mesmo tempo, painéis provenientes dos apartamentos de príncipes e cortesãos foram removidos, e encontrados mais tarde, sem indicação de proveniência, nos mercados de arte de Paris e Londres. O que permanece são 120 salas, as modernas "Galeries Historiques" (Galerias Históricas). O curador Pierre de Nohlac começou a conservação do palácio na década de 1880, mas esta não teve o financiamento necessário até à doação de 60 milhões de francos por John D. Rockefeller, entre 1924 e 1936. A sua promoção como local turístico começou na década de 1930 e acelerou-se nas décadas de 1950 e 1960.
Na década de 1960, Pierre Verlet, o grande escritor da história do mobiliário francês, conseguiu que algum do mobiliário Real regressasse a Versalhes desde os museus, ministérios e residências de embaixadores onde se encontravam dispersos. Ele concebeu o arrojado esquema de remobiliar Versalhes. O mobiliário dos Appartements Reais que os turistas podem ver atualmente deve-se ao sucesso da iniciativa de Verlet, nos quais foram voltados a tecer os têxteis que adornam as camas de estado.

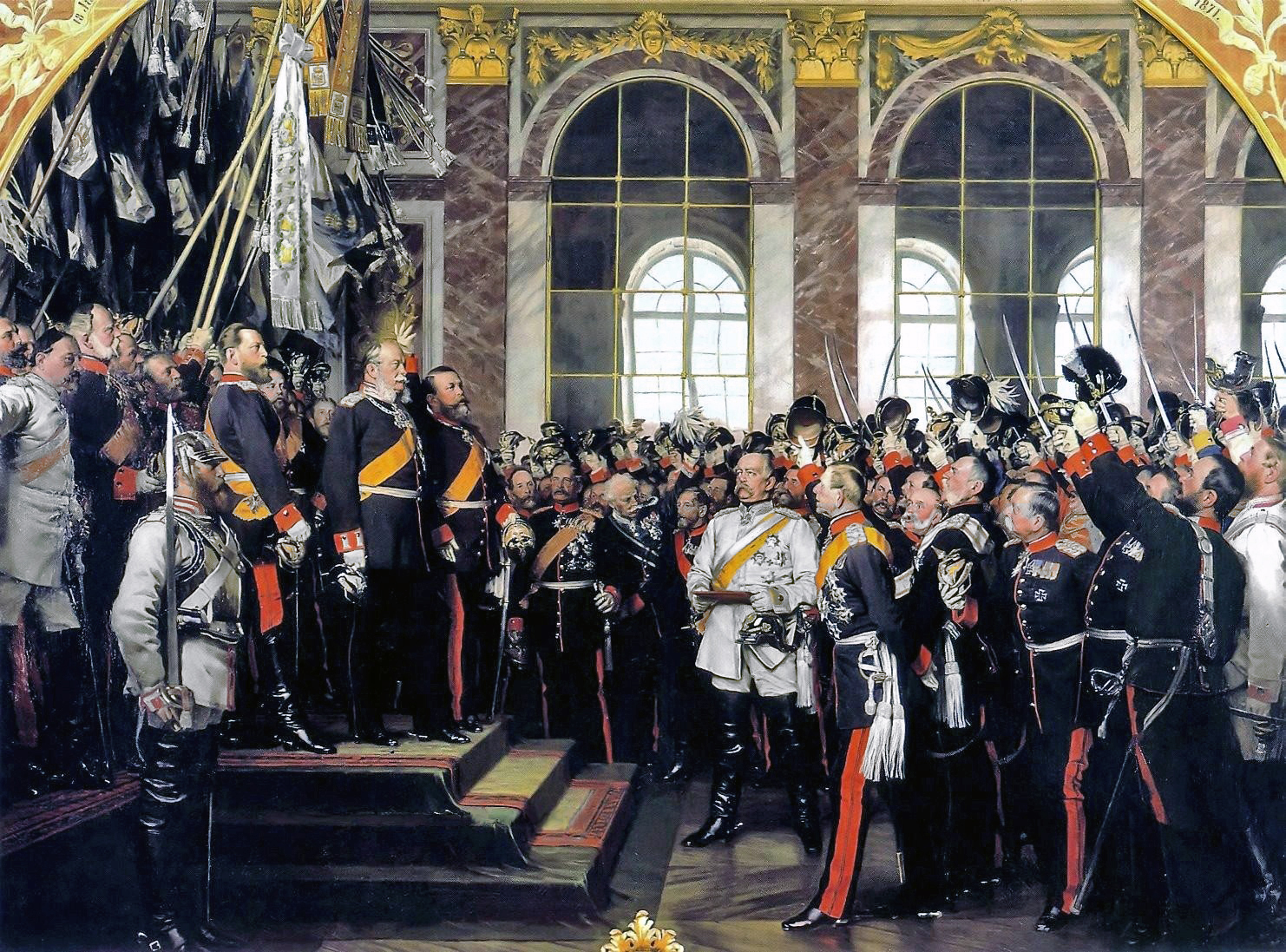
Die Proklamation des Deutschen Kaiserreiches (A Proclamação do Império Alemão, 1871), numa pintura Anton von Werner, de 1877.

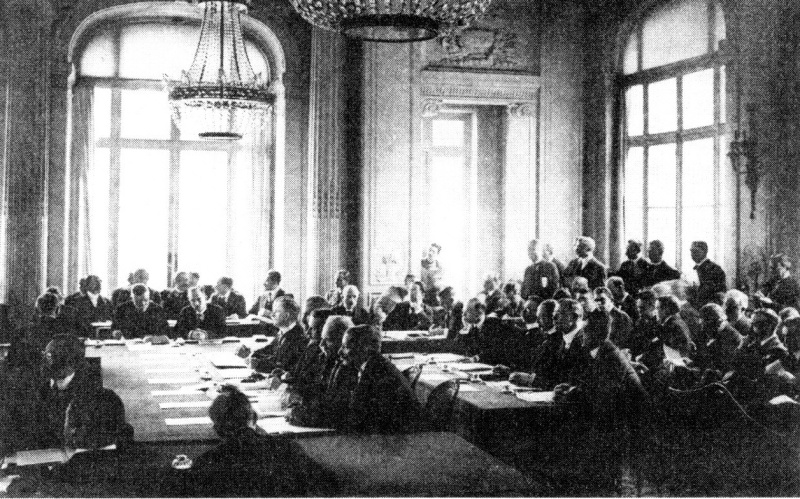
O Tratado de Versalhes foi assinado na Galeria dos Espelhos.

O palácio, com os seus jardins, museus e pequenos palácios espalhados pelo parque, está aberto aos visitantes. Ao redor do edifício, estão empregadas cerca de 800 pessoas para a sua manutenção e gestão.

### Usos de Guerra
Depois da derrota francesa na Guerra franco-prussiana, o palácio foi o principal quartel-general do exército alemão de 5 de outubro de 1870 até 13 de março de 1871. O Império Alemão foi declarado na Galeria dos Espelhos em 1871, com Guilherme I da Alemanha a ser coroado como Imperador da Alemanha. Ironicamente, a Alemanha viria a ser punida na mesma sala, no dia 28 de junho de 1919, por ter causado a Primeira Guerra Mundial, depois da realização, em janeiro desse mesmo ano, da Conferência de Paz de Paris, a qual também ocorreu no Palácio de Versalhes.
As destruições de guerra e a negligência ao longo dos séculos deixou marcas no palácio e nos seus gigantescos arbustos. Os governos franceses do pós-guerra procuraram reparar esses danos. Têm tido um sucesso total, mas alguns dos mais caros elementos, tal como o vasto conjunto de fontes, ainda têm que ser repostas completamente a serviço. Apesar da grandiosidade que pode ser vista atualmente, no século XVIII este conjunto era ainda mais extenso.

## Espaços principais

### Grand Appartement du Roi
Como consequência do envolvimento do palácio de Luís XIII por Louis LeVau, — conhecida na época como palácio novo — o Rei e a Rainha tiveram novos apartamentos. Os Apartamentos de Estado, os quais eram conhecidos, respectivamente, como o grand appartement du roi e o grand apartment de la reine, ocupavam todo o primeiro-andar do palácio novo. O desenho de LeVau para os apartamentos de estado seguia de perto os modelos italianos do momento, como fica evidente pela localização dos apartamentos no primeiro-andar — o piano nobile — uma convenção tomada de empréstimo, pelo arquitecto, do desenho dos palácios italianos dos séculos XVI e XVII.
O plano de Le Vau consistia numa fileira de sete salas, cada uma dedicada a um dos planetas e à divindade romana associada. O plano de LeVau era arrojado, com um sistema heliocêntrico que estaa centrado no Salon d’Apollon (Salão de Apolo). Este salão foi desenhado inicialmente como quarto do Rei, mas serviu como uma sala de trono.  A disposição inicial desta fila de salas era a seguinte:
- Salon de Diane (Diana, deusa romana da caça; associada com a Lua)[60][62]
- Salon de Mars (Marte, deus romano da guerra; associado com o planeta Marte)[60]
- Salon de Mercure (Mercúrio, deus romano do comércio, associado com o planeta Mercúrio)[60]
- Salon d’Apollon (Apolo, deus greco-romano das Belas Artes; associado com o Sol)[60]
- Salon de Jupiter (Júpiter, deus romano da lei e da ordem; associado com o planeta Júpiter)[60]
- Salon de Saturne (Saturno, deus romano da agricultura e colheitas, associado com o planeta Saturno)[60]
- Salon de Vénus (Vénus, deusa romana do amor; associada com o planeta Vénus)[60]

A configuração do grand appartement du roi obedecia às convenções contemporâneas em desenhos de palácios.  De qualquer forma, devido à exposição, a Norte, do apartamento, Luís XIV achou as salas demasiadamente frias e optou por viver nas salas previamente ocupadas pelo seu pai. O grand appartement du roi foi reservado às funções da Corte — tais como os serões oferecidos pelo Rei no apartamento três vezes por semana.
As salas foram decoradas por Charles Le Brun e demonstravam influências italianas (LeBrun conheceu e estudou com o famoso artista toscano, Pietro da Cortona, cujo estilo decorativo do Palazzo Pitti, em Florença, LeBrun adaptou para uso em Versalhes). O estilo de quadratura dos tectos evoca a sale dei planeti que Cortona criou no Palazzo Pitti, mas o esquema decorativo de LeBrun é mais complexo. Nas suas publicações de 1674 sobre o grand appartement du roi, André Félibien descreve as cenas pintadas nos tectos das salas como alegorias narrando as “heróicas acções do Rei.”  Consequentemente, as cenas encontradas com façanhas de Augusto, Alexandre, O Grande ou Ciro II, aludem aos feitos de Luís XIV. Por exemplo, no Salão de Apolo, a pintura que mostra “Augusto construindo o porto de Miseno” alude à construção doporto de La Rochelle; ou, descrito no caixotão Sul do Salão de Mercúrio está “Ptolomeu II Philadelphus na sua Biblioteca”, a qual alude à construção da Biblioteca de Alexandria e serve como alegoria à expansão que Luís XIV fez à Bibliothèque du roi.  Complementando a decoração das salas, existiam peças de mobiliário em prata maciça. Lamentavelmente, devido à Guerra da Liga de Augsburgo, em 1689, Luís XIV ordenou que todas as peças de mobiliário em prata fossem enviadas para a casa da moeda para serem fundidas, de forma a ajudar a pagar o custo da guerra.
O plano original de LeVau para o grand appartement du roi teve vida curta. Com a inauguração da segunda campanha de construção, a qual suprimiu o terraço que ligava os apartamentos do Rei e da Rainha, e os salões de Júpiter, Saturno e Vénus, para a construção da Galeria dos Espelhos, a configuração do grand appartement du roi foi alterada. A decoração do Salão de Júpiter foi removida e reutilizada na decoração da salle des gardes de la reine; e elementos da decoração do primeiro salon de Vénus, o qual abria para o terraço, foram reutilizados no salon de Vénus que vemos hoje.
A partir de 1678 até ao final do reinado de Luís XIV, o grand appartement du roi serviu como o local de encontro para os serões que o Rei oferecia duas vezes por semana, conhecidos somo les soirées de l’appartement. Para estas festas, as salas assumiam funções específicas:
- Salon de Vénus: mesas de buffet eram arranjadas par expor comidas e bebidas para os convidados do Rei;[71]
- Salon de Diane: servia como sala de bilhar;[72]
- Salon de Mars: servia como salão de dança;[69]
- Salon de Mercure: servia como sala de jogo de cartas;[60]
- Salon d’Apollon: servia como uma sala de concerto ou de música.[73]

No século XVIII, durante o reinado de Luís XV, o grand appartement du roi foi ampliado para incluir o salon de l’Abondance — antigamente o vestíbulo de entrada do petit appartement du roi — e o Salon d’Hercule — ocupando o nível da tribuna da antiga capela do palácio.

### Grand Appartement de la Reine

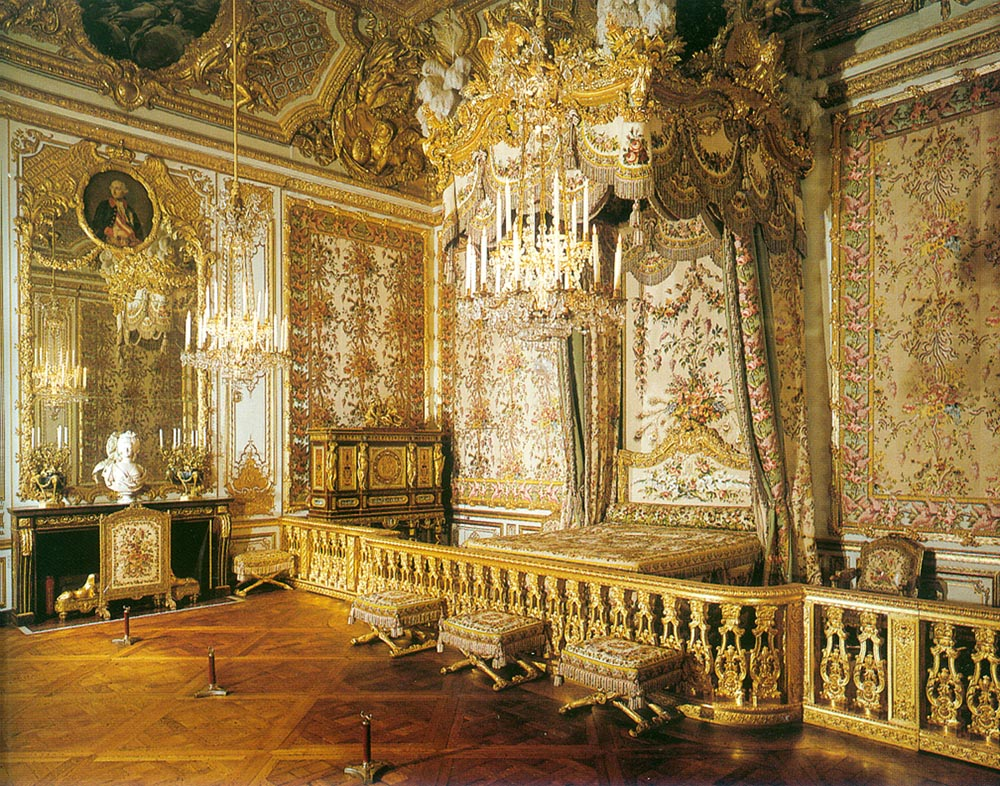
O quarto da rainha de França

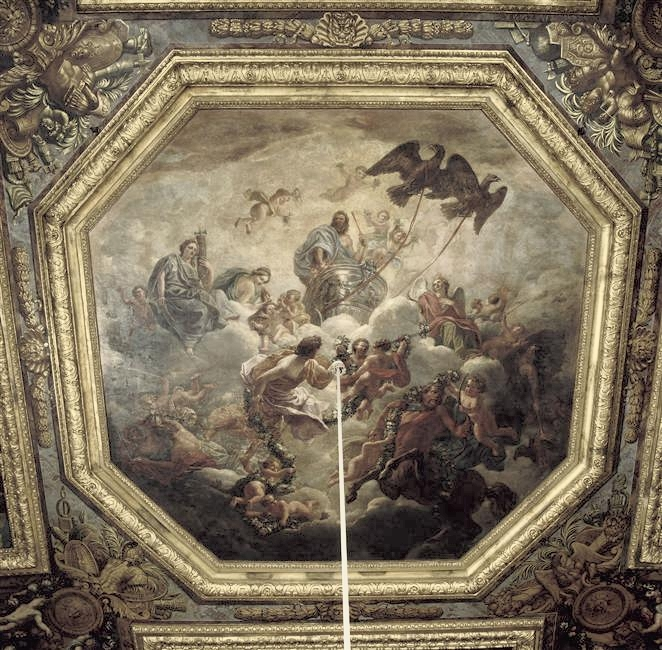
Decoração do teto da Salle des gardes de la Reine, com a pintura Júpiter acompanhado da Justiça e da Piedade

Formando uma fila de salas paralelas às do grand appartement du roi, o grand appartement de la reine serviu como residência de três Rainhas da França — Maria Teresa de Espanha, esposa de Luís XIV; Maria Leszczynska, esposa de Luís XV; e Maria Antonieta, esposa de Luís XVI (adicionalmente, a neta por afinidade de Luís XIV, Maria Adelaide de Saboia, enquanto Duquesa da Borgonha, ocupou estas salas entre 1697 (o ano do seu casamento) e a sua morte em 1712).
Quando Louis Le Vau completou o envolvimento do palácio velho, o grand appartement de la reine', incluindo o conjunto de sete salas enfileiradas com uma distribuição quase exacta à do grand appartement du roi. A configuração era:
- Chapel — correspondente ao salon de Diane no grand appartement du roi[60][75]
- Salle de gardes — correspondente ao salon de Mars no grand appartement du roi[60]
- Antichambre — correspondente ao salon de Mercure no grand appartement du roi[60]
- Chambre — correspondente ao salon d’Apollon no grand appartement du roi[60]
- Grand cabinet — correspondente ao salon de Jupiter no grand appartement du roi[60]
- Oratory — correspondente ao salon de Saturne no grand appartement du roi[60]
- Petit cabinet — correspondente ao salon de Vénus no grand appartement du roi[60][76]

Tal como a decoração do tecto do grand appartement du roi descreve as acções heróicas de Luís XIV como alegorias de acontecimentos ocorridos na antiguidade, a decoração do grand appartement de la reine descreve heroínas da mesma época e harmoniza-as com o tema geral da decoração de cada sala em particular.
Com a construção da Galeria dos Espelhos, a qual começou em 1678, a configuração do grand appartement de la reine mudou. A capela foi transformada na salle des gardes de la reine e foi nesta sala que se reutilizou a decoração do Salon de Jupiter. A Salle des Gardes de la Reine comunica com a galeria onde termina a Escalier de la Reine (Escadaria da Rainha), a qual forma um paralelo, embora de menores dimensões, com a Escalier des Ambassadeurs no Grand Appartement du Roi. A galeria também providencia acesso com o Appartement du Roi, o conjunto de salas em que Luís XIV viveu. No final do reinado de Luís XIV’, a Escalier de la Reine tornou-se a principal entrada no palácio, com a  Escalier des Ambassadeurs usada em raras ocasiões de estado. Depois da destruição da Escalier des Ambassadeurs em 1752, a Escalier de la Reine tornou-se a mais importante entrada no palácio.
A partir de 1683, o Grand Appartement de la Reine incluía:
- Grand Cabinet d’Angle
- Antichambre (antigamente a salle des gardes)
- Chambre de la reine
- Grand cabinet
- Antichambre
- Salle des gardes de la reine

Com a morte de Luís XIV em 1715, a corte mudou-se para Vincennes e mais tarde para Paris. Em 1722, Luís XV reinstalou a Corte em Versalhes e iniciou alterações no interior do palácio. Entre os projectos de construção mais notáveis durante o reinado de Luís XV merece destaque o Chamber de la Reine.
Para comemorar o nascimento do único filho e herdeiro, Louis-Ferdinand, em 1729, Luís XI ordenou a redecoração completa da sala. Foram removidos elementos do Chamber de la Reine tal como tinha sido usado por Maria Teresa e Maria Adelaide de Saboia e uma nova e mais moderna decoração foi instalada.
Durante a sua permanência em Versalhes, Maria Leszczynska (1703-1768) viveu no grand apartment de la reine, ao qual ela anexou o Salon de la Paix para servir como sala de música. Em 1770, quando a Arquiduquesa austríaca Maria Antonieta, casou com o delfim, mais tarde Luís XVI, instalou residência nestas salas. Quando Luís XVI ascendeu ao trono, Maria Antonieta ordenou que se fizessem importantes redecorações ao Grand Appartement de la Reine. Nesta época, o apartamento da Rainha alcançou a organização que podemos ver actualmente.
- Salle des gardes de la reine — este quarto permaneceu virtualmente inalterado por Maria Antonieta. Foi via esta sala que a população de Paris, a qual atacou Versalhes na noite de 6 para 7 de outubro de 1789, acedeu ao palácio.[81] Durante a luta, membros da Guarda Suíça, a qual formava parte da guarda pessoal da Rainha, foram mortos na sua tentativa de proteger a Rainha.
- Antichambre — esta sala foi convertida na antichambre du grand couvert. Era nesta sala que o Rei, a Rainha e membros da família Real jantavam em público.[81] Ocasionalmente esta sala servia de sala de teatro para o palácio durante o Antigo Regime.[82]
- Grand cabinet — esta sala foi transformada no Salon des Nobles. Na sequência da tradição instituída pela sua antecessora, Maria Antonieta daria audiências formais nesta sala. Quando não era usada para audiências formais, o Salon des Nobles servia de antecâmara do quarto da Rainha.[81]
- Chambre de la reine — esta sala era usada como quarto de dormir da Rainha. Na noite de 6 para 7 de outubro de 1789, Maria Antonieta fugiu da população de Paris através de um corredor privado que ligava o seu apartamento com o do Rei.[81]

### Appartement du Roi

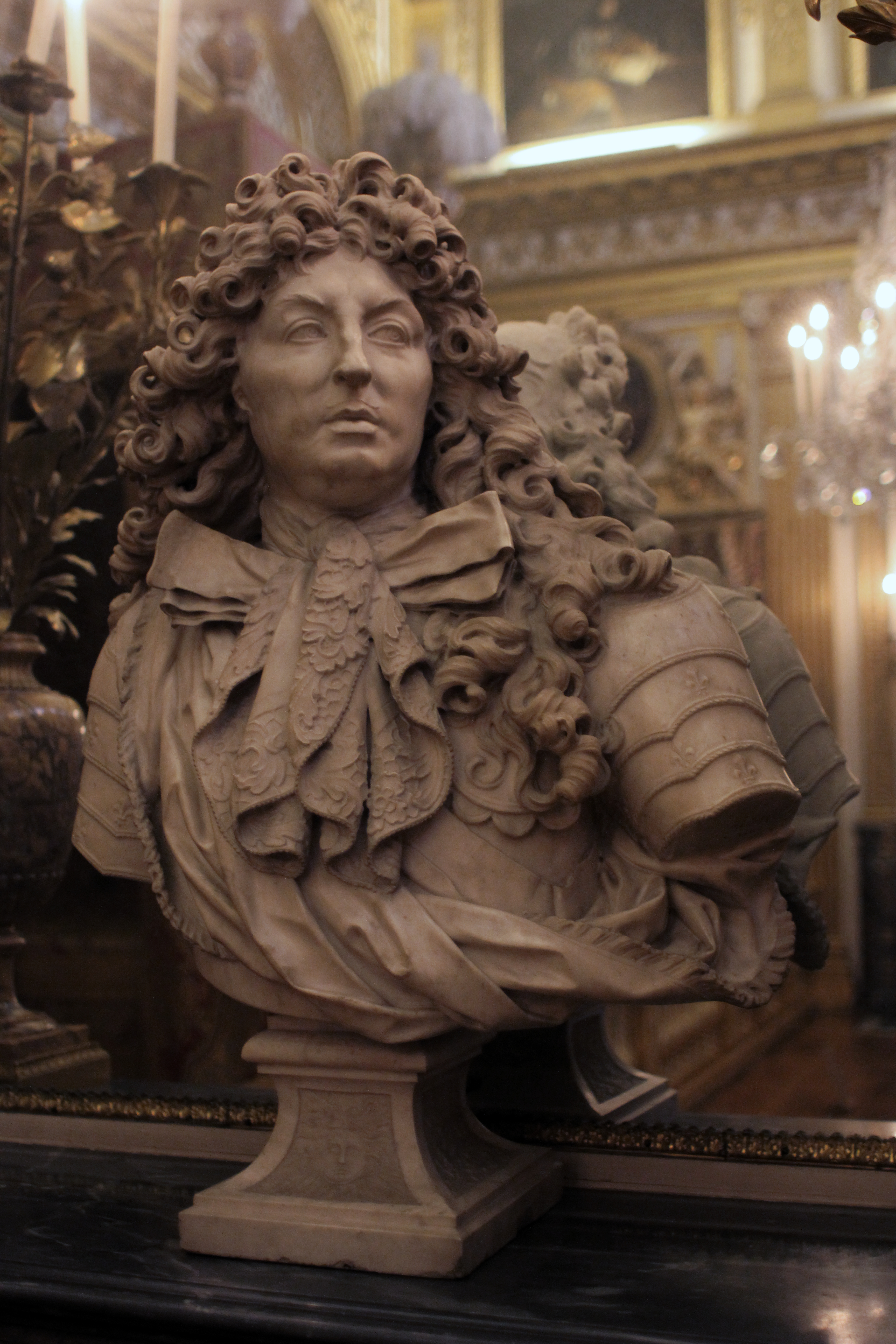
Busto de Luís XIV no Chambre du roi

As salas do Appartement du Roi tinham vista para o pátio de mármore. Estas ficavam situadas no palácio velho, e tinham sido anteriormente o apartamento privado de Luís XIII. Durante a terceira campanha de construção de Luís XIV, este conjunto de salas foram ampliadas e redecoradas para o uso diário do Rei. Em 1684 o appartment du roi englobava as seguintes salas:
- Salle des gardes — esta sala servia como sala da guarda para o corpo de guarda pessoal do Rei (esta sala tinha acesso desde a galeria e servia de patamar para a Escadaria da Rainha). Dois candelabros grandes estampados com o monograma do rei complementaram a decoração. A natureza utilitária da sala foi evidenciada pelos bancos de madeira, camas de campanha e biombos utilizados pelos guardas estacionados na sala.[83]
- Première antichambre ou antichambre du grand couvert — era nesta sala que Luís XIV comia em público, numa cerimónia conhecida como o grand couvert. Adicionalmente, uma vez por semana, às segundas-feiras, Luís XIV podia aceitar pessoalmente petições dos seus súbditos.[83][84] Durante o reinado de Luís XIV a sala ficou conhecida como la salle ou le roy soupe.[85]
- Antichambre des Bassans — esta sala tomou o nome de uma colecção de pinturas do mestre veneziano seiscentista, Jacopo Bassano, as quais estavam expostas nesta sala.[86]
- Chambre du roi — este foi o quarto de dormir do Rei até 1701. Em 1701, o deuxième antichambre e o chambre du roi foram combinados para formar o salon de l’œil de bœuf, que se tornou a principal antecâmara para o quarto novo do rei.[87]
- Salon du Roi — localizado no centro do palácio, servia para o grand levé do Rei — o ritual matutino diário no qual o Rei era vestido em público.[88]
- Cabinet du roi — esta sala servia de sala de conselho para Luís XIV. Inicialmente chamado de cabinet du roi, em 1684, com a remodelação do apartamento, que ocorreu em 1701, esta sala recebeu uma nova decoração que caracterizou as paredes revestidas com espelho.[89][90]
- Cabinet des termes — esta sala também conhecida como cabinet des perruques recebeu este nome devido à sua decoração; servia, de qualquer forma, como sala onde as perucas de Luís XIV (mais de 500) eram guardadas.[91][92]

Em 1701, como parte da quarta campanha de construção de Luís XIV, a configuração do appartement du roi foi alterada e passou a ter a seguinte constituição:
- A salle des gardes permaneceu inalterada.
- A première antichambre ou antichambre du grand couvert permaneceu igualmente inalterada.
- A antichambre des Bassans e o chambre du roi, que serviu de quarto do rei até 1701, foram combinadas para formar o seconde antichambre — melhor conhecida como salon de l’oeil de boeuf. Este quarto também era conhecido como o antichambre des Bassans tendo em conta o número de pinturas do artista do norte da Itália, Jacopo Bassano, que foram exibidos nas paredes.[86]
- O salon du roi foi convertido no chambre du roi.[88]
- O cabinet du roi e o cabinet des termes permaneceram inalterados até 1755, quando Luís XV os combinou para criar o cabinet du conseil.[93]

### Le petit appartement du Roi
Entre 1683 e 1693, durante a terceira campanha de construção de Luís XIV, o Rei ordenou a construção do appartement des collections (também conhecido como o appartement des raretés). Em 1684, como a influência da amante de Luís XIV, Françoise-Athénaïs, a marquesa de Montespan, diminuiu devido ao seu alegado envolvimento no Caso dos Venenos, o rei anexou os quartos da marquesa ao seu próprio petit appartement depois desta se mudar para o appartement des bains, situado no piso térreo do palácio. Este apartamento consistia nas seguintes salas:
- le Salon ovale
- le cabinet aux tableaux
- le cabinet aux coquilles
- le cabinet aux médailles
- la petite galerie (com os seus dois salões)[95]
- le cabinet du billard

O appartement des collections alojava as obras de arte mais raras e valiosas da colecção de Luís XIV. O acesso a estas salas só era feito por convite pessoal do Rei mas sobreviveram descrições destas colecções. Estes são alguns dos objectos alojados no appartement des collections:
- Grandes vasos guarnecidos com ouro e diamantes
- Bustos antigos
- Um nef (um recipiente usado nas refeições no qual um guardanapo húmido era mantido para limpar os dedos — este tipo de recipientes eram comuns antes de comer com garfo se tornar popular) guarnecido com diamantes e rubis, este nef, o qual foi espoliado das suas jóias e fundido durante a Revolução Francesa, foi, apesar disso, descrito no tecto do salon de l’Abondance. Fazendo parte da coleção de Luís XIV, este elemento feito de ouro pertencia ao tesouro do rei merovíngio Quilderico I, tendo sido encontrado em Tournai no ano de 1653 e apresentado a Luís XIV por Leopoldo I, Sacro Imperador Romano-Germânico, em 1665,[96] o nef incrustado com ouro e jóias, que foi usado por Luís XIV quando jantou au grand couvert.[97][98]
- Porcelanas chinesas e japonesas
- Vasos cravejados com várias pedras semi-preciosas
- Pinturas[99]

Entre 1738 e 1760, Luís XV ordenou mudanças significativas no appartement des collections. Em 1738, o Rei ordenou a construção de um novo quarto de dormir — o nouvelle chambre — pois o velho quarto de Luís XIV era demasiado inconfortável durante o Inverno para o ritual do lévé. Cerca de 1760 a distribuição do petit appartement du roi era a seguinte:
- La nouvelle chambre — esta sala foi construída no local da antiga sala de bilhar de Luís XIV.
- Le cabinet de la Pendule — esta sala foi desenhada pela sobrepujança da escadaria de Luís XIII combinando-a com o cabinet aux tableaux. A sala, que servia como sala de jogo, deve o seu nome ao relógio astronómico construído por Passemant e Dauthia (o caixote em bronze dourado do relógio é da autoria de Caffieri). O salon des pendules e o cabinet intérieur foram criados quando o salon du degré du roi e o cabinet aux tableaux de Luís XIV foram destruídos.[100]
- Le cabinet des Chiens — esta sala era reservada aos cães de caça de Luís XV.[101]
- La salle à manger des retours de chasse — esta era uma pequena sala-de-jantar usada por Luís XV para entreter os seus amigos depois das caçadas.[102]
- Le cabinet intérieur du roi — foi construído em 1755 e usado como sala de trabalho privada, por Luís XV. Abrigou parte da colecção de numismática de Luís XV e pinturas em miniatura, tendo servido como sala de jantar e como sala de trabalho. De todos os quartos do petit appartement du roi existentes durante o reinado de Luís XV, este foi, talvez, um dos mais opolentos e ricamente decorados.[103] A principal característica desta sala é a secretária de cilíndro da autoria de Oeben e Riesener, a qual, ao girar uma chave, abre o cilindro e as gavetas.[104] Esta é a única peça de mobiliário original de Versalhes que não foi nem vendida durante a revolução nem removida do palácio.
- La pièce de la vaisselle d'or ou le Cabinet de Mme Adélaïde — construído em 1752, depois da destruição da escalier des ambassadeurs (esta sala era originalmente um dos dois salões da petite gallerie), era nesta sala que estavam expostos os serviços de mesa de Luís XIV e onde a sua filha, Mme Adélaïde, teve a sua sala de música.[105]
- La Bibliothèque — datada de 1774, a biblioteca, situada a leste da pièce de la vaisselle d’or occupies, ocupa o espaço onde ficava o chambre de Madame Adélaïde (que Luís XV rebatizou de salon d’assemblée em 1769) e, anteriormente, ocupava o lugar da petite gallerie[106] — esta sala foi a contribuição mais significativa de Luís XVI para Versalhes; além de representar o gosto pessoal daquele rei, La Bibliothèque também se destaca como um dos melhores exemplos do estilo decorativo de Luís XVI.
- La salle à manger aux salles neuves (também conhecida como a sala das porcelanas) — era nesta sala que a família Real fazia os seus jantares privados durante o reinado de Luís XVI. Todos os anos, durante a época do Natal, amostras das produções do ano da Manufacture nationale de Sèvres eram exibidas nesta sala. Esta sala, originalmente, era um dos dois salões da petite gallerie.[107]
- La salle de Billard e le salon des Jeux — estas salas foram construídas em 1795 e ocupavam parte do que fôra o apartamento de Madame de Montespan. A salle de Billard tinha, originalmente, uma abertura para a cave du roi, o pátio que foi criado quando o escalier des ambassadeurs foi destruído em 1752.[108] Acedia-se a estas salas pela salle à manger aux salles neuves e eram usadas pela família Real para entretenimento de serão.

### Le petit appartement de la Reine
Estas salas, situadas atrás do grand appartement de la reine, e que actualmente abrem para dois pátios interiores, foram o domínio privado das Rainhas da França, Maria Teresa, Maria Leszczyska e Maria Antonieta. O petit appartement de la reine foi desenvolvido com as campanhas construção de Luís XIV.

#### Maria Teresa
Por Charles Beaubrun, 1666
Por Charles-André van Loo, 1747

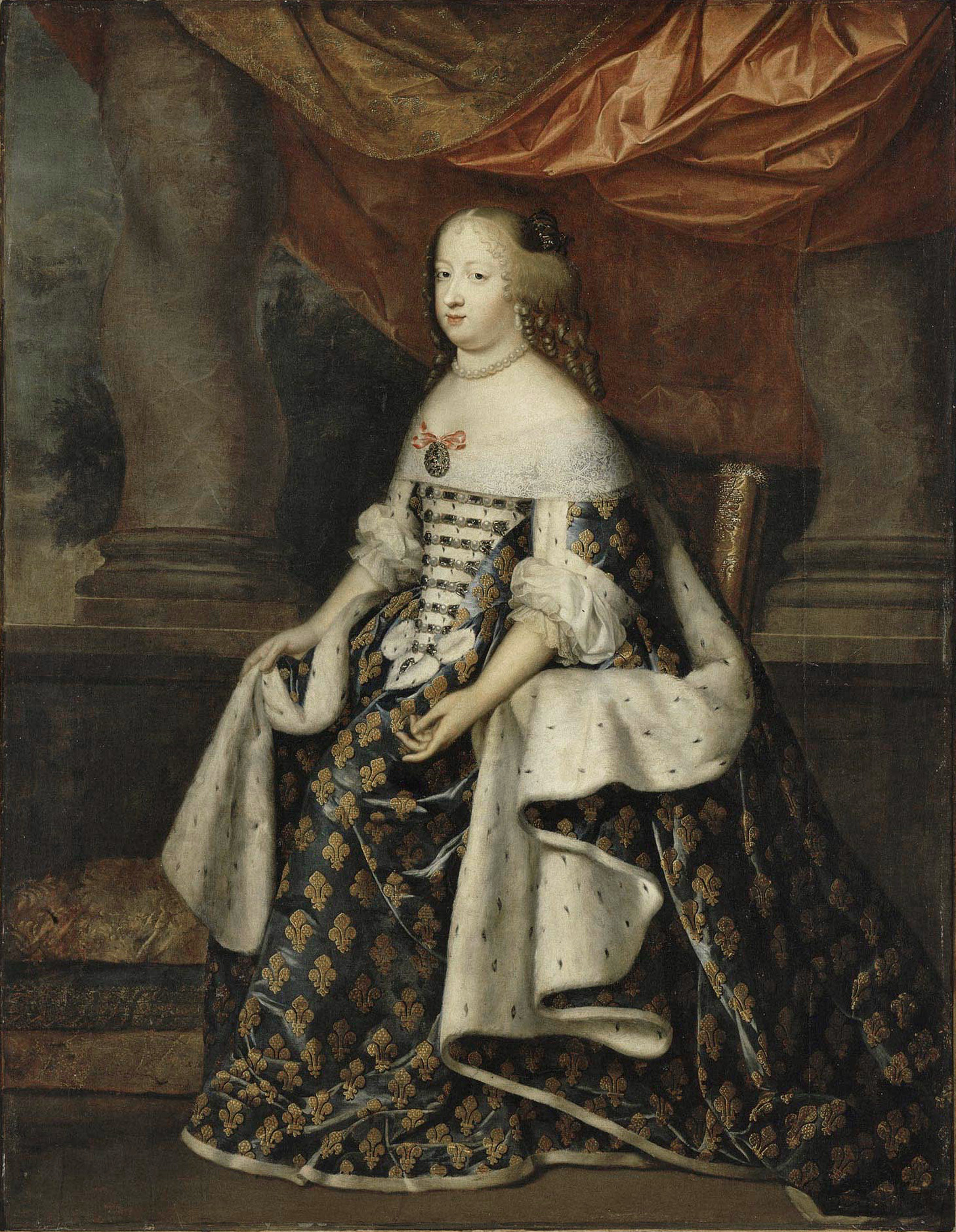
Maria Teresa Por Charles Beaubrun, 1666

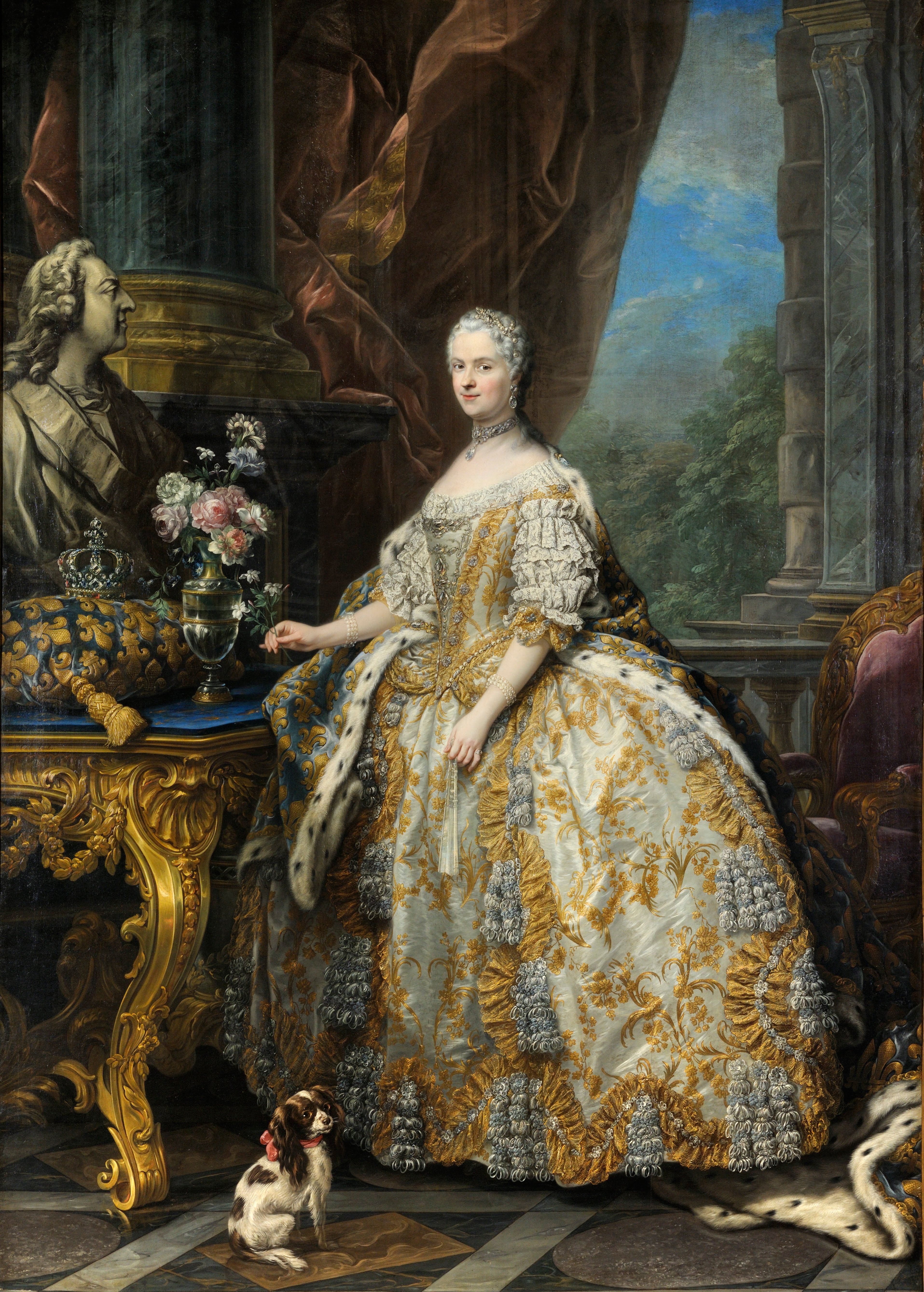
Maria LeszczyńskaPor Charles-André van Loo, 1747

Com a conclusão do envolvimento de palácio velho por LeVau, foi criado um conjunto de pequenas salas que abriam para o pátio de mármore (salas mais tarde incorporadas no appartement du roi) e para um pequeno pátio interior — à época chamado como cour de la reine. Foi nestas salas que Maria Teresa levou a sua vida privada e familiar. Sobrevive muito pouca informação acerca da decoração ou da organização destas salas, devido, em grande, à sua morte em 1683. O que se sabe é que ocorreu uma redecoração destas salas em 1697 quando Maria Adelaide de Saboia casou com o neto de Luís XIV, o duque de Borgonha. Quando Maria Adelaide morreu em 1712, as salas foram divididas entre o rei e vários outros residentes.

#### Maria Leszczyska
Desde o momento do casamento de Maria Leszczyska com Luís XV, o petit appartement de la reine passou por três fases distintas da mudança: 1728-1731, 1737-1739, e 1746-1748.
A primeira fase, de 1728-1731, resultou na construção do chambre des bains, da petite galerie, e dum oratório.
Na segunda fase, de 1737-1739, deu-se a redecoração significativa na petite galerie. Neste momento, o appartement de nuit du duc de Bourgogne foi remodelado para uso pela rainha com a construção da grand cabinet intérieur e do gabinete arrière, sendo que ambos foram decoradas com esculturas primorosas e painéis pintados. Então, foi exibida no petit appartement de la reine uma série de pinturas, mais notavelmente de François Boucher e Charles-Antoine Coypel.
Na terceira fase, de 1746-1748, houve uma redecoração da petite galerie, momento em que foi chamado alternadamente cabinet des chinois — devido ao número de objectos de chinoiserie que a rainha tinha emoldurado e pendurado nesta sala — ou laboratoire — um laboratório onde Marie Leszczyńska prosseguia os seus passatempos.
Uma das alterações mais significativas ocorreu quando foram construídas salas adicionais. Com estas novas salas, o cour de la reine foi dividido em dois pátios — o cour du dauphin (para Este) e o cour du Monseigneur (para Oeste). A respeito destas salas, Pierre de Nolhac publicou uma descrição parcial do petit appartement de la reine tal como ele se apresentava aquando da morte de Maria Leszczynska, em 1768:
- oratório
- anexo ao oratório
- boudoir
- grand cabinet
- chambre des bains
- laboratório (Maria Leszczyska era conhecida pelo seu forte interesse na ciência.)

Nenhuma da decoração do petit appartement de la reine — excepto uma pequena sala que comunica entre o grand cabinet e o appartement du roi — sobreviveu. Quando Maria Antonieta se mudou para estas salas em 1774, foi ordenada uma completa reorganização e redecoração destas salas, sob a direcção de Richard Mique.

#### Maria Antonieta
Por Élisabeth Vigée-Le Brun, 1783

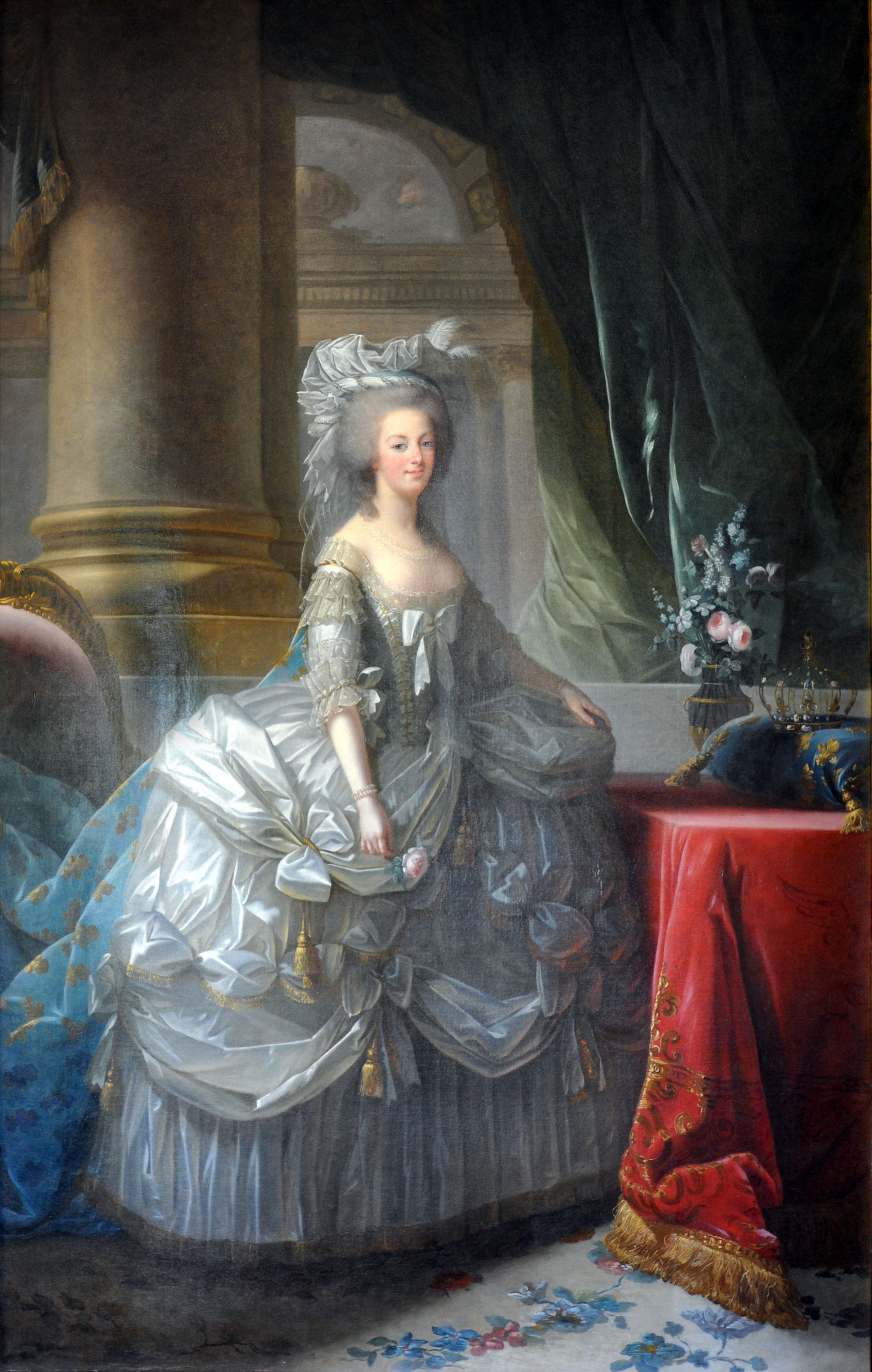
Maria AntonietaPor Élisabeth Vigée-Le Brun, 1783

A fama do petit appartement de la reine ficou diretamente nas mãos de última Rainha de França durante o Antigo Regime. O estado restaurado das salas que podemos ver atualmente em Versalhes replicam o petit appartement de la reine tal como ele provavelmente se apresentava nos dias de Maria Antonieta. As modificações começaram em 1779. Neste ano, Maria Antonieta ordenou ao seu arquiteto favorito, Richard Mique, que cobrisse todas as paredes do petit appartement de la reine com cetim branco bordado com arabescos florais, aparentemente para dar uma coesão de decoração aos quartos. O custo do tecido era de 100 000 libras. As cortinas foram totalmente substituídas por painéis de madeira em 1783.
A última modificação significativa para o petit appartement de la reine ocorreu em 1783, quando Maria Antonieta ordenou a redecoração completa do grand cabinet intérieur. As cortinas de bordadas caro foram substituídas por painéis de talha dourada cedido por Richard Mique. A nova decoração causou o quarto a ser renomeado o cabinet doré.
As salas principais do petit appartement de la reine são:
- cabinet doré (antigo grand cabinet intérieur)[117]
- biblioteca[118]
- anexo à biblioteca[119]
- sala de bilhar
- cabinet de la méridienne[117]
- chambre des bains[120]
- toilette à l’anglaise[121]
- várias salas de serviço
- salas de diversão

Durante os dias de Maria Antonieta, estas salas serviam para a vida privada diária da Rainha. Por exemplo, de manhã, o cabinet de la méridienne, o qual fôra decorado por Richard Mique para comemorar o nascimento do delfim, era o quarto onde Maria Antonieta escolhia o vestido que usaria naquele dia.
Em 1781, para comemorar o nascimento do delfim, Luís XVI encomendou a Richard Mique a redecoração do cabinet de la Méridienne.
De todas as características do petit appartement de la reine, a chamada "passagem secreta" que liga o grand appartement de la reine com o appartement du roi deve ser citada. A passagem, na verdade, data da época de Maria Teresa e sempre serviu como meio privado pelo qual o Rei e a Rainha comunicavam um com o outro. Esta passagem serviu também para Maria Antonieta, que estava a dormir no chambre de la reine do grande appartement de la reine, escapar da população de Paris na noite de 6 para 7 de outubro de 1789. A entrada para esta passagem secreta é feita por uma porta localizada no lado Oeste da parede Norte do chambre de la reine.

### Appartements du Dauphin et de la Dauphine
Estes apartamentos térreos, conectados directamente, através de várias escadas, aos da rainha, situados logo acima, sempre fizeram parte do círculo íntimo da família real. O seu estado atual corresponde ao período em que o filho de Luís XV, Luís de Bourbon, e a sua segunda esposa, Maria Josefa de Saxônia, viveram no apartamento, entre 1747 e 1765. Estes aposentos englobam:
Première antichambre de la Dauphine
Este quarto fica numa área onde existia uma capela que ocupava os pisos térreo e superior, no primeiro andar. Em 1682 a capela foi demolida e substituída por um apartamento usado pela duquesa de Montpensier, conhecido como "La Grande Mademoiselle" (1692-1693).
Também são exibidas pinturas da ascensão e coroação de Luís XV. Estas incluem dois retratos do jovem rei: um pintado por Hyacinthe Rigaud, em 1716, e outro, em 1723, por Alexis-Simon Belle, que desenhou a sua roupa de coroação.
Seconde antichambre de la Dauphine
Acima da porta encontram-se retratos de Maria Leszczynska no vestido real e de uma duquesa desconhecida, bem como duas pinturas de flores por Blain de Fontenay. Em 1747 tornou-se no segundo salão da Dauphine.
Grand cabinet de la Dauphine
Maria Josefa de Saxônia reunia senhoras da sua comitiva para uma conversa ou jogos na sala de visitas.
Retratos de ministros e membros da família real desde o início no reinado de Luís XV foram pendurados com revestimentos de parede "couleur de feu".
Chambre de la Dauphine
Nada resta da decoração feita por Maria Josefa de Saxônia em 1747, excepto as cenas acima da porta pintada por Jean II Restout. Pinturas de Jean-Marc Nattier de Henriqueta Ana de França como Flora e Maria Adelaide de Saboia como Diana, irmãs da delfina e filhas de Luís XV, estão dos dois lados.
Cabinet intérieur de la Dauphine
Durante muito tempo esta pequena sala e a seguinte formaram um único espaço, que foi a primeira antecâmara do senhor, depois de monsenhor, antes de se tornar no último quarto de dormir, em 1693. Também serviu como quarto de dormir do regente, então, o delfim, quando era criança, mas foi dividido em 1747 para formar estúdios privados para a Dauphine e Dauphin.
Algumas das decorações charmosas dos painéis naturais em "vernis Martin" permanecem, mas foram concluídas. A cena acima da porta, representando as quatro estações, que Jean-Baptiste Oudry pintou para este quarto, em 1749, foi colocada novamente na sua posição original.
Bibliothèque du Dauphin
Este quarto serviu para os estudos de Luís XV. Mais tarde, o seu filho, o futuro Luís XVI, usou-o quando ele morava no apartamento antigo de sua mãe como delfim.
Os painéis de anjos músicos lembravam os passatempos favoritos do filho de Luís XV, que gostava de cantar, tocar órgão e, regularmente, executar música de câmara com as suas irmãs.
Grand cabinet du Dauphin
Originalmente, existiam aqui três divisões: a sala no gabinete do senhor, o gabinete da senhora, que mais tarde foi usado para o bispo, que se reúnem em 1693 para formar o grande salão de hoje. Em 1747 teve a decoração renovada, só a lareira e alguns dos painéis permaneceram. Em 1781 Luís XVI encomendou um globo celeste e terrestre, delimitando um globo terrestre com relevos submarinos, para a educação de seu filho.
La chambre du Dauphin
Anteriormente, encontrava-se aqui um quarto menor, onde eram expostos quadros. A pintura duma fazenda para a direita da cama é uma cópia de um original por Jean-Baptiste Oudry, que está no Louvre.
Seconde antichambre du Dauphin
Dois terços deste espaço correspondem ao estúdio espelhado, que foi um dos mais luxuosos quartos de seu apartamento. Em 1747 a sala foi ampliada e a sua decoração grandiosa foi substituída por painéis simples.

### Galerie des Glaces
Como obra central da terceira campanha de construção de Luís XIV, a construção da Galerie des Glaces — a Galeria dos Espelhos — começou em 1678. Para executar esta galeria, tal como o salon de la guerre e o salon de la paix, a qual ligava o grand appartement du roi com o grand appartement de la reine, o arquitecto Jules Hardouin-Mansart suprimiu três salas de cada apartamento tal como o terraço que separava os dois apartamentos. A principal característica da sala são os dezassete espelhos em arco que reflectem as dezassete janelas igualmente arcadas que dão vista para os jardins.  Cada arco contém vinte e um espelhos com um total de 357 espelhos no conjunto da decoração da galerie des glaces.

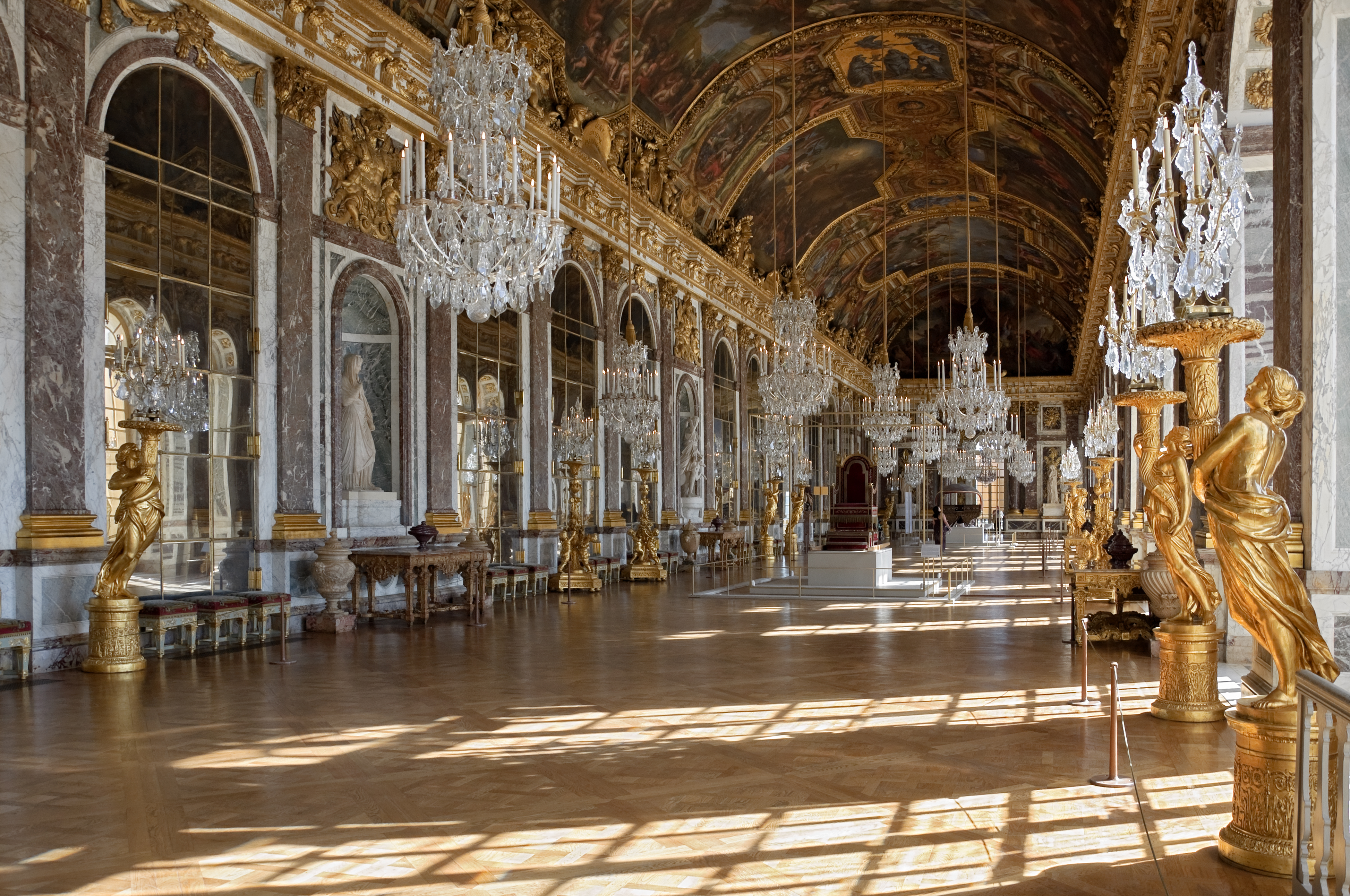
Galerie des Glaces do Palácio de Versalhes

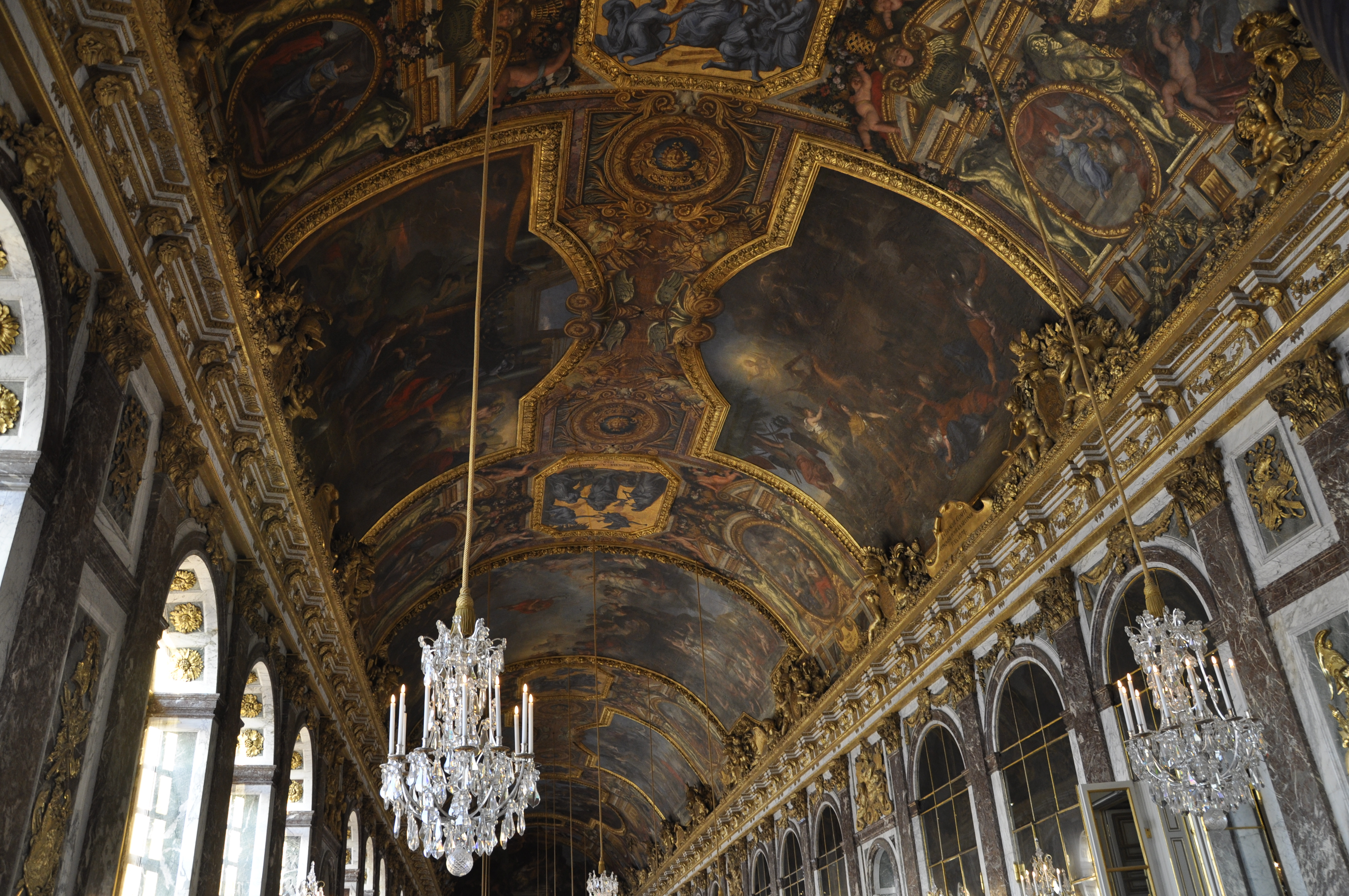
Abóbada da Galerie des Glaces

No século XVII, os espelhos eram um dos mais dispendiosos elementos que se podia possuir e na época, a República de Veneza controlava o monopólio e a manufactura dos espelhos. Em ordem a manter a integridade da sua filosofia de mercantilismo, a qual requeria que todos os elementos usados na construção de Versalhes fossem feitos na França, Jean-Baptiste Colbert atraiu vários trabalhadores de Veneza para fazer espelhos na Fábrica Gobelins para uso em Versalhes.
As dimensões da galerie des glaces’ são 73,0 m. de comprimento por 10,5 m. de largura, por  12,3 m. de altura (239,5 pés × 34,4 pés × 40,4 pés). Esta galeria é flanqueada pelo salon de la guerre (a Norte) e pelo salon de la paix (a Sul). A construção da galeria e dos seus dois salões continuou até 1684, época em que foi intensamente usado para as funções da Corte e do Estado. A decoração do tecto é dedicada às vitórias militares de Luís XIV. O presente esquema decorativo representa o último de três apresentados a este monarca. O plano decorativo original mostrava as façanhas de Apolo — o qual era consistente com o imaginário associado ao Rei-Sol, Luís XIV. De qualquer forma, quando o Rei soube que o seu irmão, Filipe d'Orleães, havia contratado Pierre Mignard para decorar o tecto da grand galerie da sua residência, o Château de Saint-Cloud, Luís XIV rejeitou o plano. No plano decorativo seguinte eram descritas as façanhas de Hércules, como alegorias às ações de Luís XIV. Novamente, tal como o primeiro plano, o tema de Hércules foi rejeitado pelo Rei. O plano final representa vitórias militares de Luís XIV, começando com o Tratado dos Pirenéus (1659) até ao Tratado de Nijmegen (1678-1679). Desta forma, na decoração dos tectos do grand appartement du roi, LeBrun cessou de se referir ao Rei de modo alegórico. Nesta via, temas como a boa governação foram desenvolvidos com Luís XIV como figura-chave.
Durante o século XVII a galerie des glaces era usada diariamente por Luís XIV quando se deslocava dos seus aposentos privados para a capela. Nesta época, amontoavam-se cortesãos para verem o Rei e membros da sua família a passar e para fazerem pedidos particulares, entoando: “Sire, Marly?”. De qualquer forma, de todos os eventos que transpiraram nesta sala durante o reinado de Luís XIV, a Embaixada Siamesa de 1685-1686 deve ser citada como a mais opulenta. Nesta época a galerie des glaces e os grands appartements ainda estavam equipados com mobiliário em prata. Em fevereiro de 1715, Luís XIV recebeu a sua última Embaixada — a qual pode ser recordada como o canto do cisne para o absolutismo — na galerie des glace, foi recebido o Embaixador do Xá da Pérsia,  Mohamed Reza Beg. Foi mais tarde revelado que o Embaixador era fictício e que toda a cerimónia foi orquestrada para benefício de Luís XIV (que morreu em setembro do mesmo ano).
Nos reinados sucessivos de Luís XV e Luís XVI, a galerie de glaces continuou a servir para funções familiares e da Corte. Embaixadas, nascimentos e casamentos foram festejados nesta sala; de qualquer forma, talvez o mais célebre evento do século XVIII tenha ocorrido no dia 25 de fevereiro de 1745: o celebrado Bal des Ifs (Baile dos Teixos). Foi durante este baile de fantasia que Luís XV, que estava vestido como um teixo, conheceu Jeanne-Antoinette Poisson d'Étiolles, que estava vestida como Diana, deusa da caça. Jeanne-Antoinette, que se tornaria amante de Luís XV, ficou mais conhecida na história como Madame de Pompadour.
No século XIX, no desfecho da Guerra franco-prussiana, o Rei da Prússia, Guilherme I, foi declarado Imperador da Alemanha — estabelecendo desta forma o (segundo) Império Alemão — no dia 18 de Janeiro de 1871, na Galeria dos Espelhos. Em 28 de junho de 1919 Clemenceau escolheu a Galeria dos Espelhos para assinar o Tratado de Versalhes que terminou a Primeira Guerra Mundial. A Galeria dos Espelhos ainda é posta ao serviço em ocasiões de Estado da Quinta República Francesa, tais como recepções para chefes-de-estado em visita, como a recepção que foi dada para o presidente John Kennedy.

### Capelas de Versalhes
As capelas do palácio de Versalhes não são um exemplo isolado do patrocínio da arquitetura religiosa de Luís XIV. Como todos os seus grandes projetos arquitetônicos, Luís XIV patrocinou um ambicioso trabalho religioso e expressou a sua magnificência e gosto pessoal. Um dos mais curiosos aspectos de Versalhes é a sua sucessão de capelas. No reinado de Luís XIV, Versalhes viu não menos de cinco capelas.
Primeira Capela
A primeira capela do palácio data da época de Luís XIII e estava localizada num pavilhão separado, a Nordeste do palácio (actualmente o local é ocupado por La pièce de la vaisselle d'or ou por le Cabinet de Mme Adélaïde, aproximadamente). Esta capela, a qual seguia o modelo palatino — uma capela de dois pisos, o piso superior reservado ao monarca e membros da família Real, o piso inferior usado por membros da Corte e da casa Real — foi destruída em 1665 quando a Grotto de Thétis foi construída.
Segunda Capela
A segunda capela do palácio foi criada durante a segunda campanha de construção de Luís XIV. Quando o envolvimento de Louis LeVau ficou completo, a capela estava situada no grand apartment de la reine (formando correspondência simétrica com o salon de Diane no grand appartement du roi). Esta capela de modelo palatino teve vida curta. Quando Luís XIV iniciou a terceira campanha de construção, esta capela foi convertida em salle des gardes de la reine.
Terceira Capela
Localizada próximo da nova salle des gardes de la reine, esta capela foi transitória. Pouco depois da sua construção, Luís XIV achou-a inconveniente e impraticável para as suas necessidades, tal como para as da sua Corte. Em 1682, esta sala foi convertida na grande salle des gardes de la reine (também conhecida como la salle du sacre).
Quarta Capela
Com a construção da ala Norte, foi construída uma nova capela em modelo palatino. A construção da ala Norte exigiu a destruição da Grotto de Thétis; foi neste local que se construiu a nova capela em 1682. Esta capela permaneceu em uso pela Rei e pela Corte até 1710.
Quinta Capela

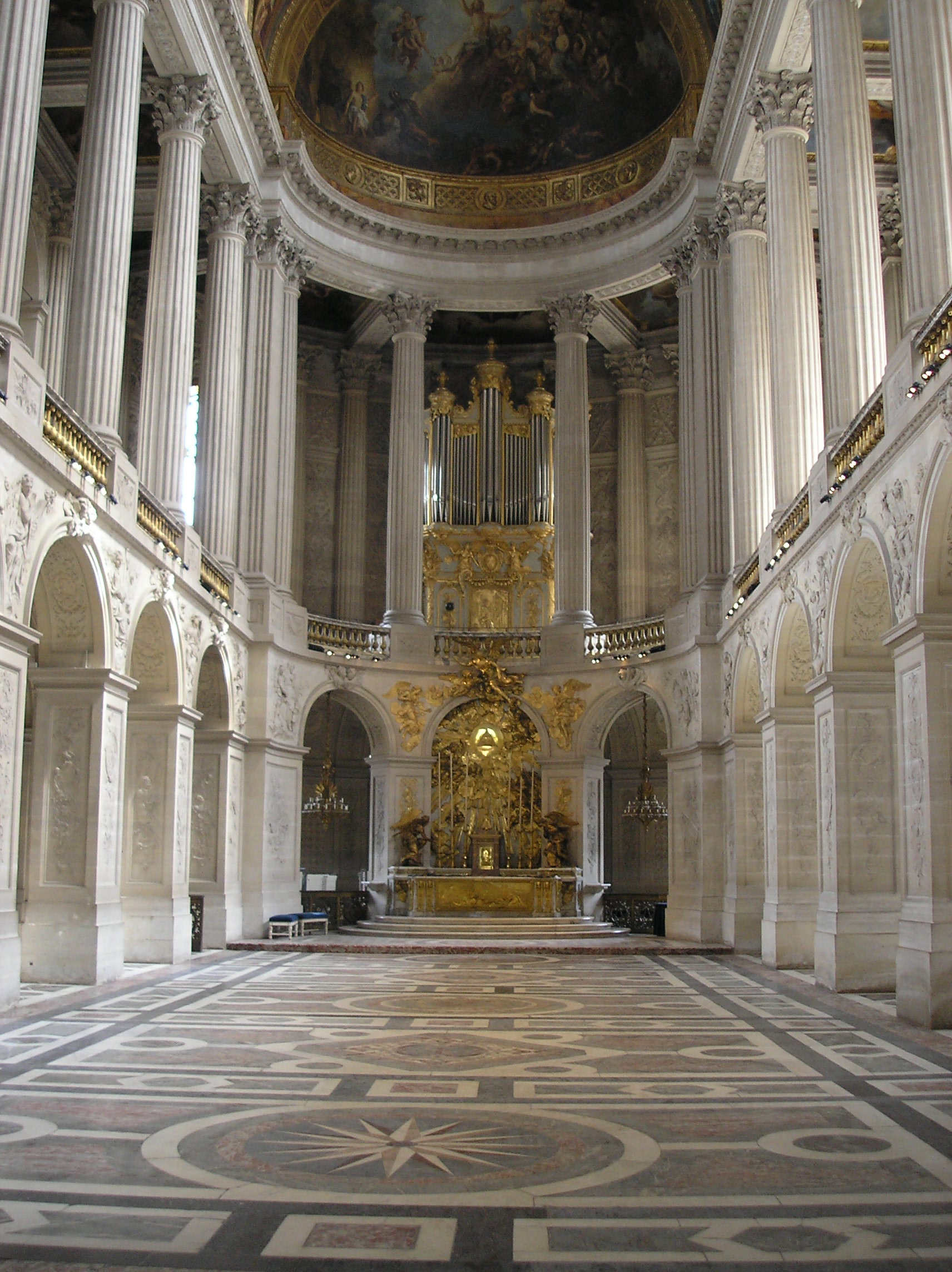
A capela de Versalhes é um dos mais grandiosos interiores do palácio

Como ponto fulcral da quarta campanha de construção de Luís XIV, a capela final do Palácio de Versalhes é uma obra-prima. Com início em 1689, a construção foi suspensa devido à Guerra da Liga de Augsburgo; Jules Hardouin-Mansart retomou a construção em 1699, continuando a trabalhar no projecto até à sua morte em 1708, após o que este foi continuado e concluído pelo seu cunhado, Robert de Cotte.
Dedicada a São Luís, a capela foi consagrada em 1710. O modelo palatino da capela é tradicional; de qualquer forma, a colonata Coríntia do nível da tribuna é de um estilo clássico que antecipa o Neoclassicismo do final do século XVIII. O nível da tribuna é acedido pelo vestíbulo que foi construído ao mesmo tempo da capela. O chão da capela é embutido com mármores multi-coloridos e nos degraus que levam ao altar está o monograma coroado de Luís XIV, com "L"s entrelaçados. Aderindo à decoração eclesiástica, a decoração da capela refere-se ao Velho e ao Novo Testamento: o tecto da nave representa "Deus Pai em sua Glória trazendo ao Mundo a promessa da Redenção” e foi pintado por Antoine Coypel, a meia-cúpula da abside foi decorada com "A Ressurreição de Cristo" por Charles de LaFosse, e, por cima da tribuna Real está "A Descida do Espírito Santo frente à Virgem e aos Apóstolos” por Jean Jouvenet.
Durante o século XVIII, a capela testemunhou muitos eventos da Corte. Foram cantados Te Deums para celebrar vitórias militares e o nascimento de filhos dos Reis, também foram celebrados casamentos na capela, tal como o casamento do delfim — mais tarde Luís XVI — com Maria Antonieta em 1770. De qualquer forma, de todas as cerimónias realizadas na capela, aquela associada à Ordem do Espírito Santo está entre as mais elaboradas.
Actualmente a capela, a qual foi reconsagrada, serve como local de concertos de câmara.

### L'Opéra

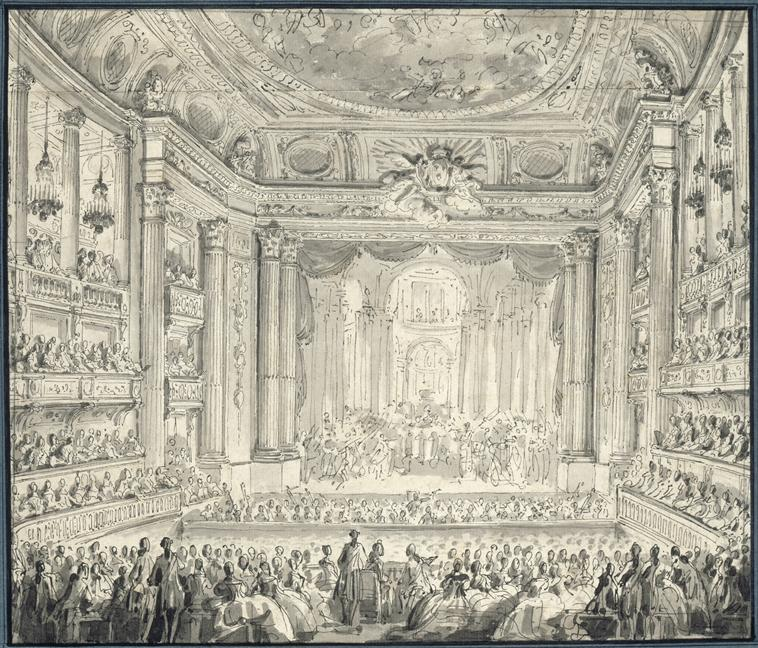
Vista do interior da ópera em 1770

Desde a época de Luís XIV, o Palácio de Versalhes queria—e necessitava—de um teatro permanente. Antes da construção de l’Opéra, foram construídos teatros temporários tanto nos jardins como no palácio — grands appartements, escalier des ambassadeurs, aile de Midi — onde a salle de spectacle de Luís XIV teve curta vida — la grande écurie, la cour de marbre, etc. De qualquer forma, em 1740, Luís XV ordenou que Ange-Jacques Gabriel constituísse um teatro permanente no extremo Norte da aile de Nord, no local que havia sido escolhido por Luís XIV. O projecto requereu trinta anos para ficar completo baseado em restrições financeiras originadas pela Guerra dos Sete Anos e à recolocação de residentes do extremo Norte da aile de nobles. As obras de construção na Ópera começaram em 1765 e ficaram completas em 1770; à época representava o mais refinado exemplo em desenho de teatro — tendo 712 lugares, era o maior teatro da Europa naquele tempo — e actualmente permanece como um dos poucos teatros sobreviventes do século XVIII. A ópera Persée, de Lully, inaugurou o teatro de Opéra no dia 16 de maio de 1770 em celebração do casamento do delfim — o futuro Luís XVI — com Maria Antonieta.
O desenho de Gabriel para a Opéra era único para a época, com um característico plano oval. Como uma medida económica, o chão do nível da orquestra pode ser elevado até ao nível do palco, dobrando, deste modo, o espaço do chão. Foi planeado que a Opéra serviria não somente para teatro, mas também como salão de baile ou galeria de banquetes. Construído inteiramente em madeira, a qual era pintada em falso mármore para representar pedra, a Opéra tinha excelente acústica e representa um dos mais refinados exemplares da decoração neoclássica. O tema da decoração está relacionado com Apolo e divindades Olímpicas. A decoração da Opéra foi realizada por Augustin Pajou, que executou os painéis em baixo-relevo que decoram a frente das galerias. O tecto apresenta óleos de Louis Jean-Jacques Durameau nos quais Apolo e as musas são representados.
Apesar da excelente acústica e do opulento cenário, a Opéra não foi usada frequentemente durante o reinado de Luís XVI, em grande medida devido aos custos. Por uma única actuação realizada na Opéra, eram necessárias não menos de 3 mil poderosas velas, sendo que determinada vez foram utilizadas 10 mil velas. Dado que as velas de sebo ardiam depressa e emitiam fuligem e odores desagradáveis, eram usadas velas de cera virgem. Durante o reinado de Luís XVI o preço duma vela de cera virgem representava aproximadamente aquilo que um camponês ganhava numa semana.
Quando a família Real deixou Versalhes em outubro de 1789, o palácio e a Opéra foram fechados. Enquanto o palácio viu alguma actividade no tempo de Napoleão Bonaparte (redecoração de partes dos apartamentos da rainha para a Imperatriz Marie-Louise) e Luís XVIII, a Opéra não reabriu antes de 1837, quando Luís Filipe redecorou o teatro e apresentou a peça Le Misanthrope de Molière. Em 1872, durante a Comuna de Paris, a Opéra foi convertida por Edmond de Joly para uso pela Assembleia Nacional, a qual se serviu da Opéra até 1876; entre 1876 e 1879, o Senado reuniu aqui. O período entre 1952 e 1957 testemunhou importantes obras de restauro da Opéra que foi recuperada para o seu estado em 1770. A Opéra reabriu oficialmente no dia 9 de abril de 1957 na presença da Rainha Isabel II do Reino Unido, com a apresentação do segundo acto da ópera Les Indes Galantes de Rameau. Desde o seu restauro, a Opéra tem sido utilizada em funções de Estado, tal como palco de uma variedade de eventos musicais e operáticos.
Foi nesta ópera que Maria Antonieta quebrou as tradições da Corte ao aplaudir os actores. De início foi olhada com estranheza, pois não era costume aplaudir para as atuações da Corte, mas esta acção particular foi seguida por todos os espectadores em Versalhes, este acontecimento é mostrado no filme Marie Antoinette de 2006.

## Parque e jardim

Plano do Palácio de Versalhes e dos jardins, desenhado em 1746, pelo abade Delagrive, geógrafo da cidade de Paris

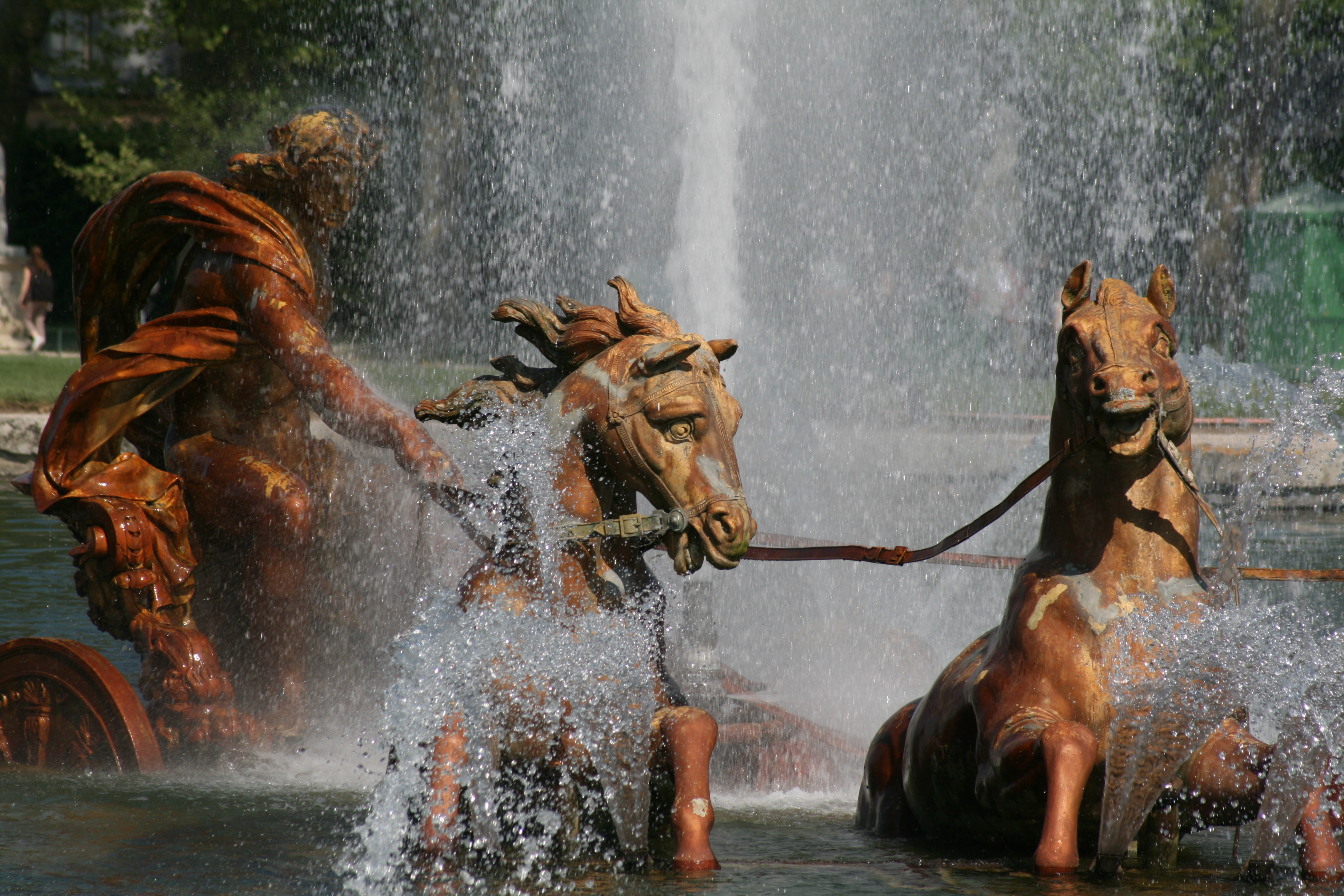
Apolo e seus cavalos, por Jean-Jacques Clérion.

Os campos de Versalhes contêm um dos maiores jardins formais alguma vez criados, com extensos parterres, fontes e canais, desenhados por André Le Nôtre. Le Nôtre modificou os jardins originais, ampliando-os e dando-lhes um sentido de abertura e escala. Também gostava de usar a luz do Sol no seu maravilhoso trabalho de arte. Criou um plano centrado em volta do eixo central do Grand Canal. Os jardins estão centrados na fachada Sul do palácio, o qual está colocado num terraço para dar uma grande vista dos jardins. Ao fundo das escadas está localizada a Fonte de Letona. Esta fonte consta uma história tomada do poema de Ovídio, Metamorfoses e servia (ainda serve) como uma alegoria às Fronda. Próxima, fica a Avenida Real ou o Tapis Vert. Rodeando este conjunto, para os lados, ficam os jardins formais. Por trás destes fica a Fonte de Apolo. Esta fonte simboliza o regime de Luís XIV, ou, o Rei-Sol. Por trás desta fonte repousa o Grand Canal. À distância, encontram-se os densos bosques dos campos de caça do Rei.
Providenciar água suficiente para abastecer as fontes de Versalhes foi um problema desde o início da construção. A água necessária para alimentar as fontes do palácio era providenciada pela Machine de Marly, actualmente localizada em Bougival. Esta máquina era induzida pela corrente do Sena, a qual movia catorze vastas pás giratórias, sendo um milagre da moderna Engenharia hidráulica, talvez a maior máquina integrada do século XVII. A máquina bombeava água para os reservatórios de Louveciennes (onde a Madame du Barry tinha um pavilhão na década de 1760, o Château de Louveciennes). A água fluia, então, ou para abastecer a cascata do Château de Marly ou, passando através de uma elaborada rede subterrânea de reservatórios e aquedutos, em direcção às fontes de Versalhes. Apenas uma podia ser operada com caudal suficiente de cada vez, invariavelmente o local onde o rei estava. Os sistemas de tubulação de abastecimento do parque tinha um comprimento de mais de 160 quilômetros.
Na noite de 25 para 26 de dezembro de 1999, ventos de 210 km/h atingiram Versalhes por 2 horas. Das 200 mil árvores, mais de 10 mil foram danificadas ou arrancadas. Todos os passeios foram afetadas e alguns delas tornaram-se inacessíveis. 80% das árvores destruídas eram de espécies raras. Três séculos de história foram assim arrasados. 10 mil velhas árvores danificadas tiveram que ser cortadas depois. Os jardins do palácio estão sendo replantados e restaurados segundo o seu estado na época de Luís XIV. Este programa de revitalização foi concluído em 2010.

### Domínios de Maria Antonieta
Os domínios de Maria Antonieta ou, em francês, "domaine de Marie Antoinette" consistem num Palacete, o Petit Trianon, Jardins e pavilhão de festas exclusivos da Rainha Maria Antonieta. Embora dentro da área do Palácio de Versalhes, possui certa autonomia em relação ao restante conjunto. Foi construído para a Rainha e era ali que ela usufruía de privacidade. Dentro do Palacete encontram-se quartos, sala de música, sala de banho, e até uma cozinha, que, segundo informações do próprio guia do Château de Versailles, servia apenas para aquecer refeições e onde nobres de menor estirpe trabalhavam para servir a Rainha, que não aceitava que plebeus trabalhassem próximo da sua área privativa. Nos fundos do palacete há um jardim, com lago artificial e um pavilhão de festas, chamado de pavilhão Francês, onde Maria Antonieta costumava receber os seus convidados em dias de bom tempo e onde ninguém, nem mesmo o seu marido, podia entrar sem a sua permissão. Entre os convidados apenas se encontrava uma elite seleccionada por Maria Antonieta.

### Construções adjacentes
Vários pequenos edifícios foram acrescentados ao parque de Versalhes, incluindo dois palácios independentes, conhecidos como o Grand Trianon e o Petit Trianon, tão famosos e conhecidos em todo o mundo como o próprio palácio de Versalles.
As adições de edifícios ao parque de Versalhes começou com a Ménagerie, a qual foi construída entre 1663 e 1665 e modificada na década de 1690 para uso da esposa do neto do Rei, a Duquesa da Borgonha.
O Grand Trianon foi mandado construir em 1687 por Luís XIV, para servir de refúgio da família Real ao exagerado formalismo do Palácio de Versalhes. Este palácio veio substituir uma outra estrutura que existiu no mesmo local, conhecida como Trianon de Porcelaine e que por ser demasiado frágil acabou por não resistir às intempéries.
As adições ao parque continuaram com a Petit Trianon, o qual foi mandado construir por Luís XV durante a década de 1760 para a sua amante Madame de Pompadour a qual morreu antes da sua conclusão. Viria, então, a ser usado pela sua sucessora, a Madame du Barry. Quando o jovem Rei Luís XVI subiu ao trono deu-o à sua igualmente jovem esposa, Maria Antonieta, para seu uso exclusivo, que irá dotá-lo dum jardim inglês desenhado por Hubert Robert.
Finalmente, foi construída uma outra estrutura conhecida como o Petit hameau, ou Le Hameau de la Reine ("a aldeia da rainha"), localizado nos jardins do Petit Trianon, o qual consistia na recriação de uma pequena quinta Normanda. O Petit hameau foi construído entre 1783 e 1786, segundo desenhos do arquitecto preferido de Maria Antonieta, Richard Mique. Era constituído por casa de quinta, leitaria e moinho. Há poucas dúvidas de que Maria Antonieta e Hans Axel von Fersen tiveram um caso amoroso; os diários de Fersen, em linguagem cifrada, falam de uma “Josefina”, que certamente era Maria Antonieta, e diz que estiveram separados, pois ele estava na América, lutando ao lado das tropas francesas pela independência dos Estados Unidos. A saudade de Fersen foi o maior impacto sobre o quotidiano da rainha. Nessa época, ela transformou parte do Petit Trianon numa réplica das vilas camponesas da França, com casinhas simples, vacas e ovelhas. Dizia-se que aqui, a Rainha e os seus serviçais se vestiam como pastores e criadas de leitaria. Foi recuperado na sua maior parte e reaberto ao público como parte integrante do "Domaine de la Reine".

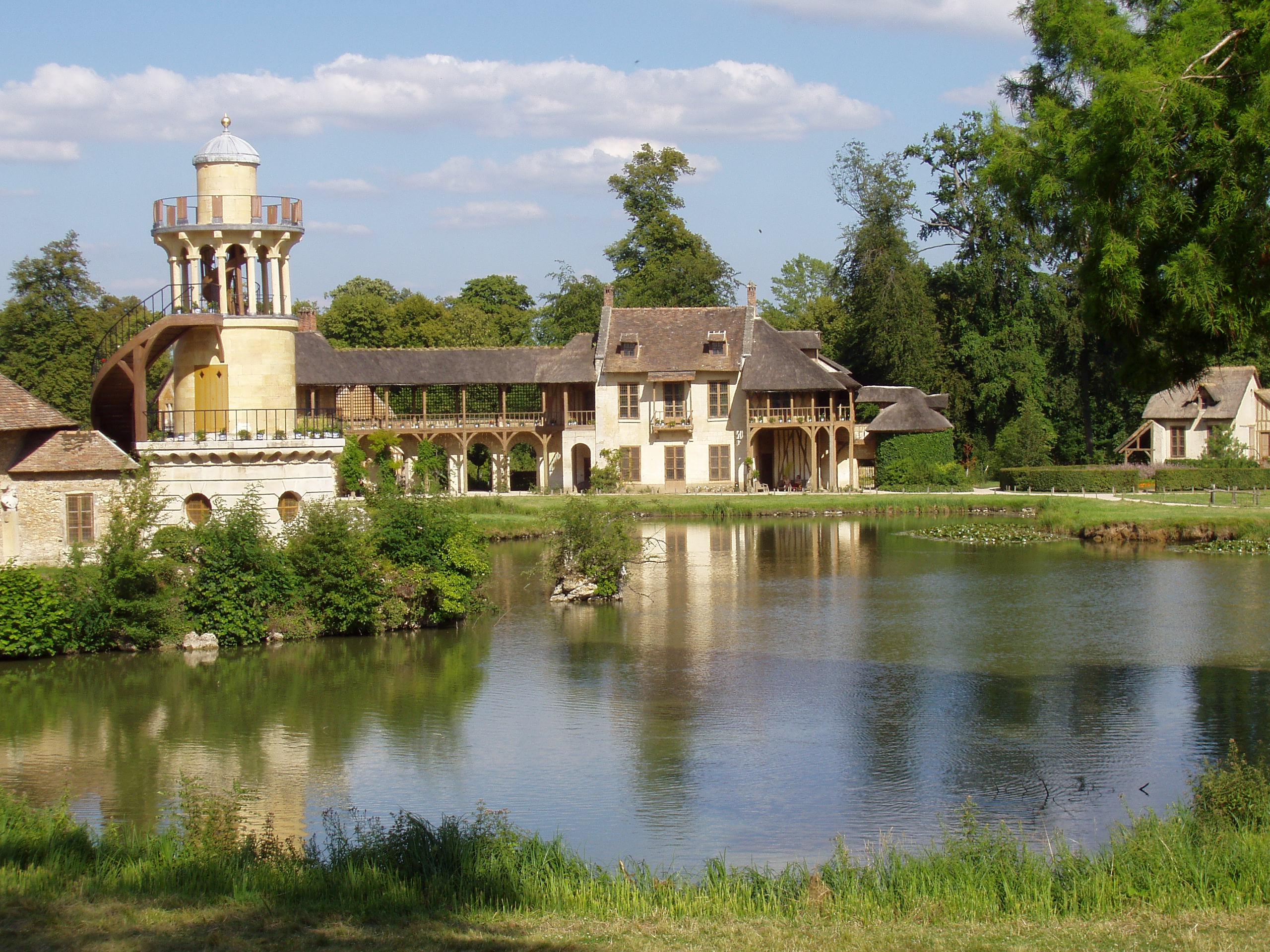
Petit hameau
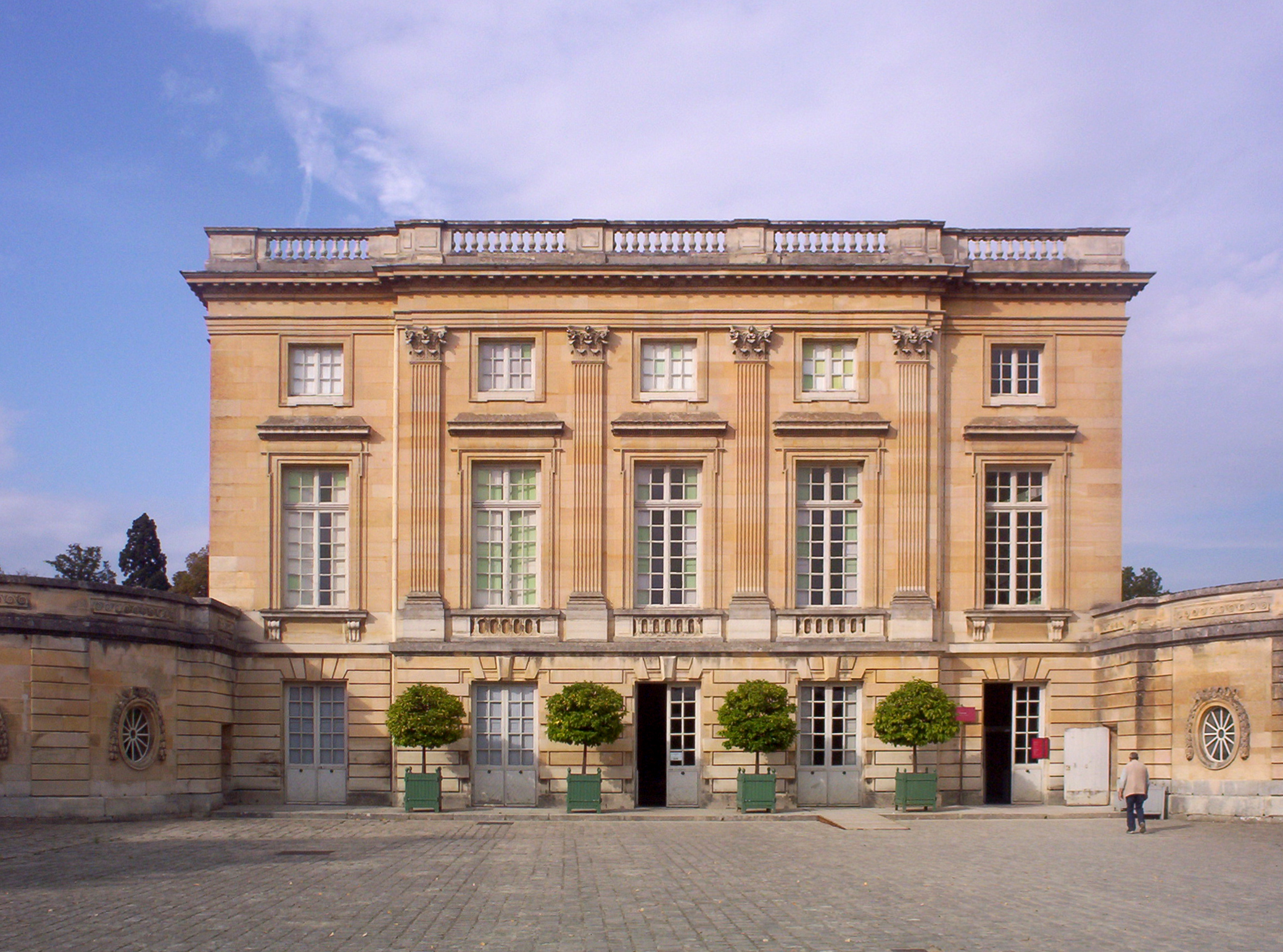
Petit Trianon
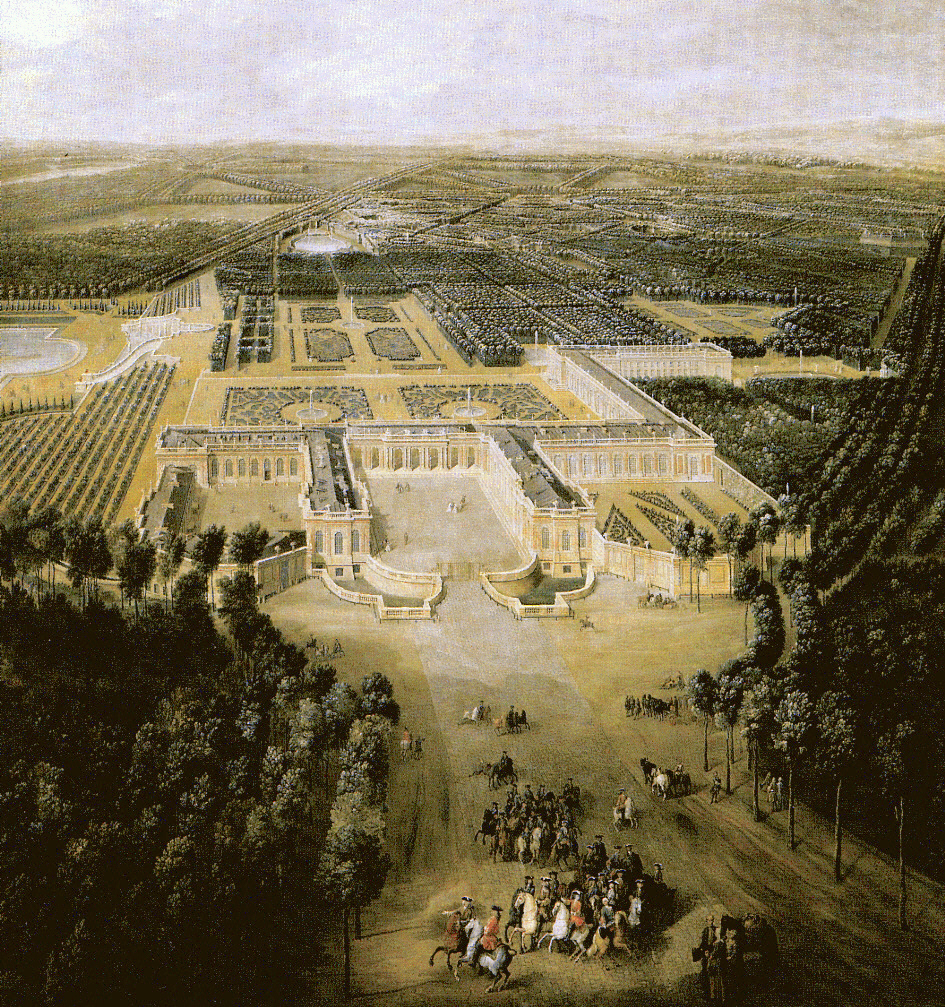
Grand Trianon em 1700
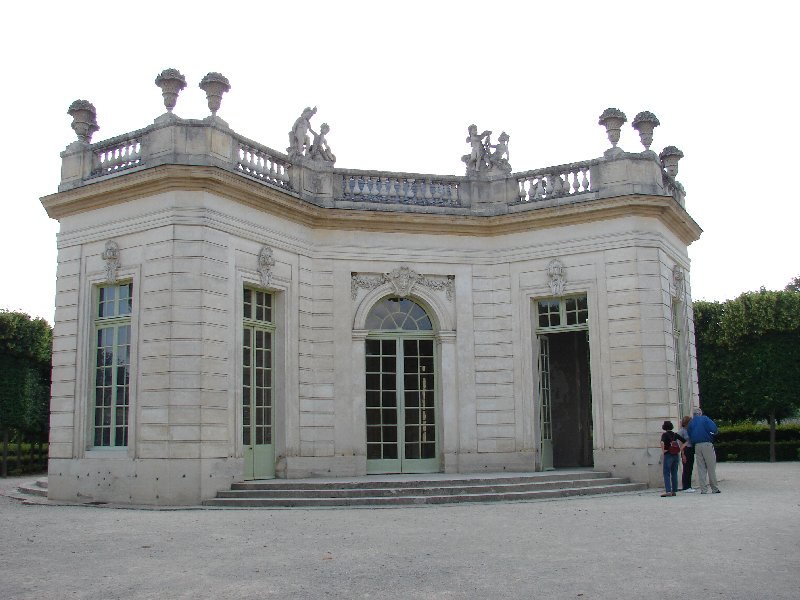
Pavilhão francês, nos jardins dos domínios de Maria Antonieta

## História social

### As políticas de exibição
O palácio de Versalhes tornou-se a casa da nobreza francesa e a sede da Corte Real, tornando-se assim o centro do Governo Francês. O próprio Luís XIV viveu ali, e simbolicamente a sala central da extensa faixa de edifícios era o quarto de dormir do Rei (La Chambre du Roi), o qual era, ele próprio, centrado na luxuosa e simbólica cama de estado, colocada entre um rico corrimão, não diferente das cercas dos altares. Todo o poder da França emanava deste centro: ali existiam gabinetes governamentais, tal como as casas de milhares de cortesãos, dos seus acompanhantes e dos funcionários da Corte.
Em vários períodos antes de Luís XIV estabelecer o seu governo absoluto, a França, tal como o Sacro Império Romano-Germânico, careceu de uma autoridade central e não era o estado unificado em que se tornaria nos séculos seguintes. Durante a Idade Média alguns nobres locais eram, por vezes, mais poderosos que o Rei da França e, apesar de tecnicamente leais ao Rei, possuíam os seus próprios locais provinciais de poder e governo. Culturalmente tinham influentes Cortes e exércitos leais a eles, não ao Rei, e o direito de cobrar as suas próprias taxas aos seu súbditos. Algumas famílias foram tão poderosas que atingiram proeminência internacional contraindo alianças por casamento com Casas Reais estrangeiras para alcançar as suas próprias ambições políticas. Os monarcas, apesar de nominalmente serem Reis da França, de facto o poder Real, por vezes, limitou-se puramente à região em volta de Paris.
No Palácio também ocorre anualmente a festa da Ordem Soberana e Militar de Malta, onde os cavaleiros franceses da Ordem se reúnem no dia 24 de junho, dia de São João Batista, padroeiro da mesma.

### Etiqueta da Corte

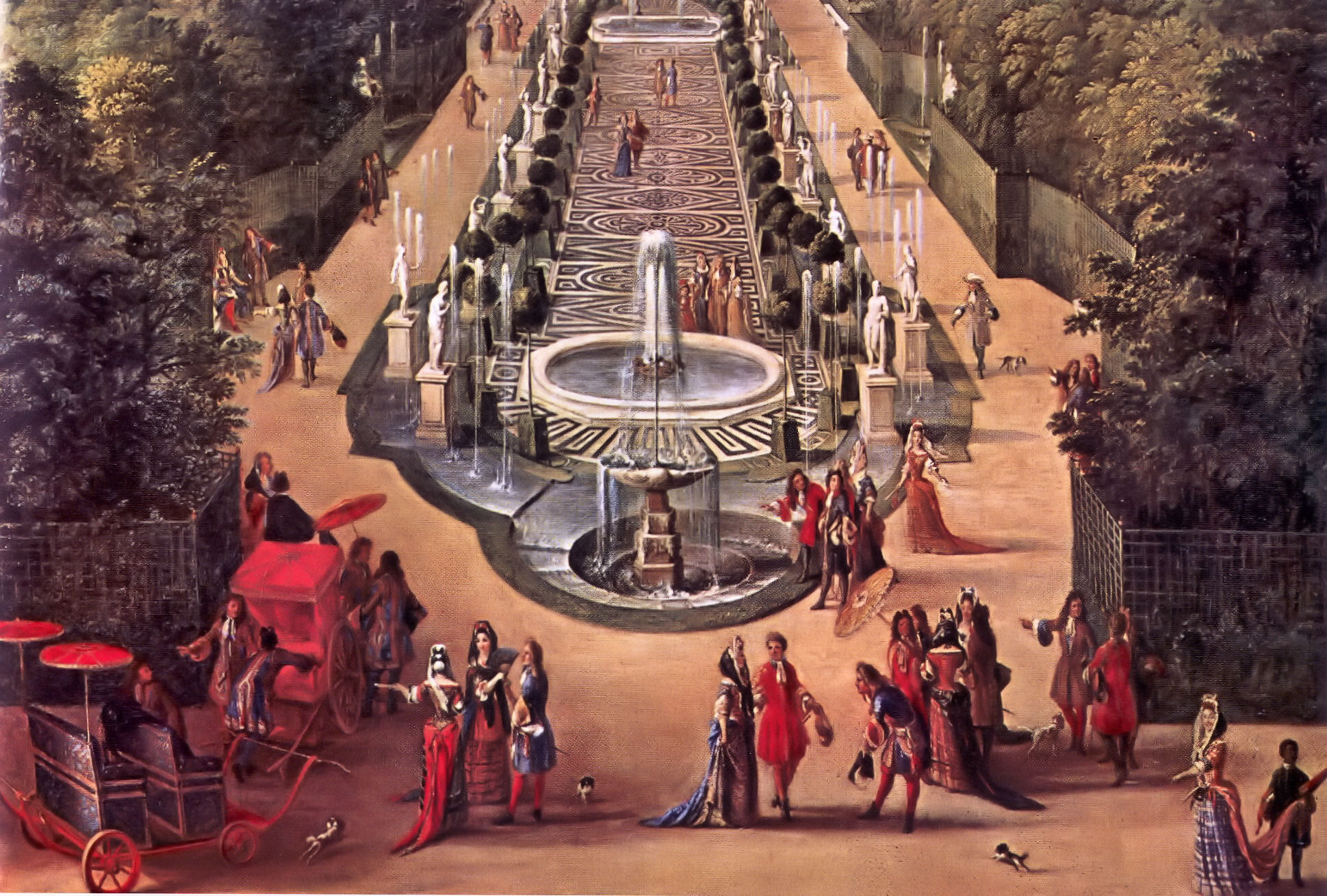
O convívio social da nobreza nos jardins

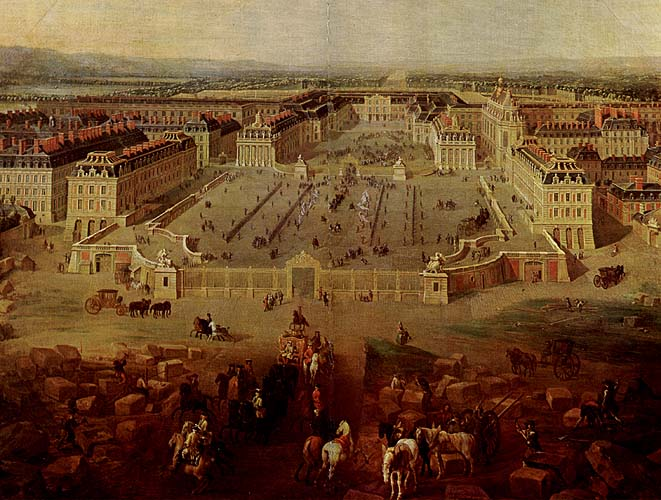
Versalhes em 1772

A vida na Corte era estritamente regulada pela etiqueta. A etiqueta tornou-se o meio de progresso social para a Corte. Luís XIV elaborou regras de etiqueta que incluíam o seguinte:
1. As pessoas que queriam falar com o rei não podiam bater à sua porta. Em vez disso, usando o dedo mindinho da mão esquerda, tinham que arranhar suavemente a porta, até que lhes fosse dada permissão para entrar. Como resultado, muitos cortesãos deixaram crescer mais as suas unhas que outros.[24]
2. Uma dama nunca segura as mãos ou abraça um cavalheiro. Além de ser de mau gosto, esta prática seria impossível devido à largas saias que as rodeavam. Em vez disso, punha a mão no topo do cotovelo do cavalheiro quando passeavam pelos jardins e salas de Versalhes. Também era mencionado que às damas só era permitido tocar nas pontas dos dedos com os homens.[24]
3. Quando um cavalheiro se senta, desliza o seu pé esquerdo em frente do outro, pousa as mãos dos lados da cadeira e suavemente desce para a cadeira. Havia uma razão muito prática para este procedimento. Se um cavalheiro se sentasse rapidamente, as suas calças apertadas podiam rasgar.[24]
4. As mulheres e os homens não tinham permissão para cruzar as pernas em público.[24]
5. Quando um cavalheiro passava por um conhecido na rua, tinha que tirar o chapéu da cabeça até que a outra pessoa passasse.[24]
6. Um cavalheiro não tinha que fazer outro trabalho além de escrever cartas, discursar, praticar esgrima ou dança. Como desportos, podia praticar tiro com arco, ténis e caça. Um cavalheiro também podia tomar parte em batalhas e por vezes servir como oficial, sendo responsável pelas despesas com o pagamento dos soldados.[24]
7. Os vestidos das damas não devia permitir muito mais que sentar e caminhar. De qualquer forma, elas passavam o tempo costurando, bordando, escrevendo cartas, pintando, fazendo as suas próprias rendas e criando os seus próprios cosméticos e perfumes.[24]

### Custo
Versalhes era grande, luxuoso e tinha uma manutenção dispendiosa. Tem sido estimado que a conservação e manutenção, incluindo o cuidado e alimentação do quadro de funcionários e da família real, consumia algo como 25 por cento do rendimento da França. Apesar de à primeira vista isto parecer extraordinariamente elevado, o Palácio de Versalhes era o centro do governo tal como a residência real. No entanto, o valor de 25 por cento tem sido disputado por alguns historiadores que acreditam que o número é inflacionado por aqueles que querem exagerar a lista das extravagâncias reais como causa para a Revolução Francesa. Estimativas recentes sugerem um número próximo dos 6 por cento, nunca mais que isso, enquanto na maioria dos anos, o custo não ultrapassaria 1 por cento.
Littell e Mifflin (2001) lançam o valor de aproximadamente 2 bilhões de dólares americanos (1994). Este valor é tido por muitos como uma grosseira subestimação. Registos governamentais sobreviventes do período em causa mencionam 65 milhões de libras de ouro (antiga moeda francesa). Não é claro se essas libras de ouro se referem à moeda corrente ou aos luíses de ouro (uma moeda de ouro avaliada em 24 libras). Se formos precisos, usando os valores actuais do ouro (600 dólares americanos por onça, em 2006) e da prata (12 dólares americanos por onça, em 2006), o valor da propriedade de Versalhes eleva-se a uns espantosos 13 a 300 bilhões de dólares americanos.
Outra via para olhar esta controvérsia sobre os custos de Versalhes, é considerar os benefícios que a França obteve deste palácio Real. Versalhes, ao fechar os nobres numa jaula dourada, efectivamente terminou os periódicos grupos aristocráticos e rebeliões que atormentaram a França durante séculos. Também destruiu o poder aristocrático nas províncias e permitiu a centralização do Estado, pelo qual uma maioria dos franceses modernos ainda agradecem a Luís XIV, embora a centralização francesa desenvolvida durante a Revolução Francesa, e mais tarde durante a Terceira República, ser actualmente motivo de muito debate e revisões. Versalhes também teve uma tremenda influência na arquitectura e artes francesas e, de facto, na arquitectura e artes de toda a Europa, uma vez que os gostos da Corte e a cultura elaborada em Versalhes influenciou a maior parte do continente.
Entre 1661 e 1663 já haviam sido gastos mais de 1 500 000 libras com o palácio. Até a morte do Rei Sol foram gastos no Palácio de Versalhes, parque, instalações e manutenção 300 milhões de libras.  Cinquenta a sessenta milhões apenas para o mobiliário e dois milhões para a construção do seu canal.

## Palácios inspirados em Versalhes

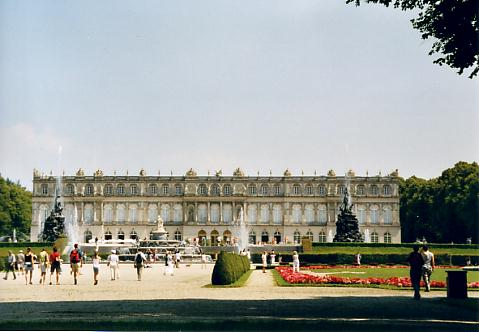
Palácio de Herrenchiemsee, Alemanha

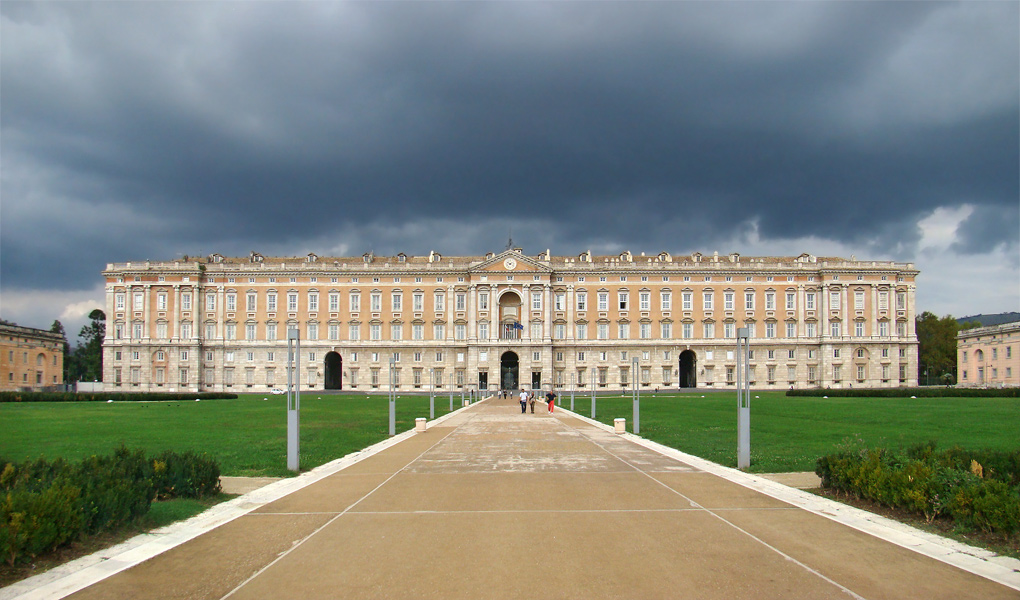
Reggia di Caserta, Itália

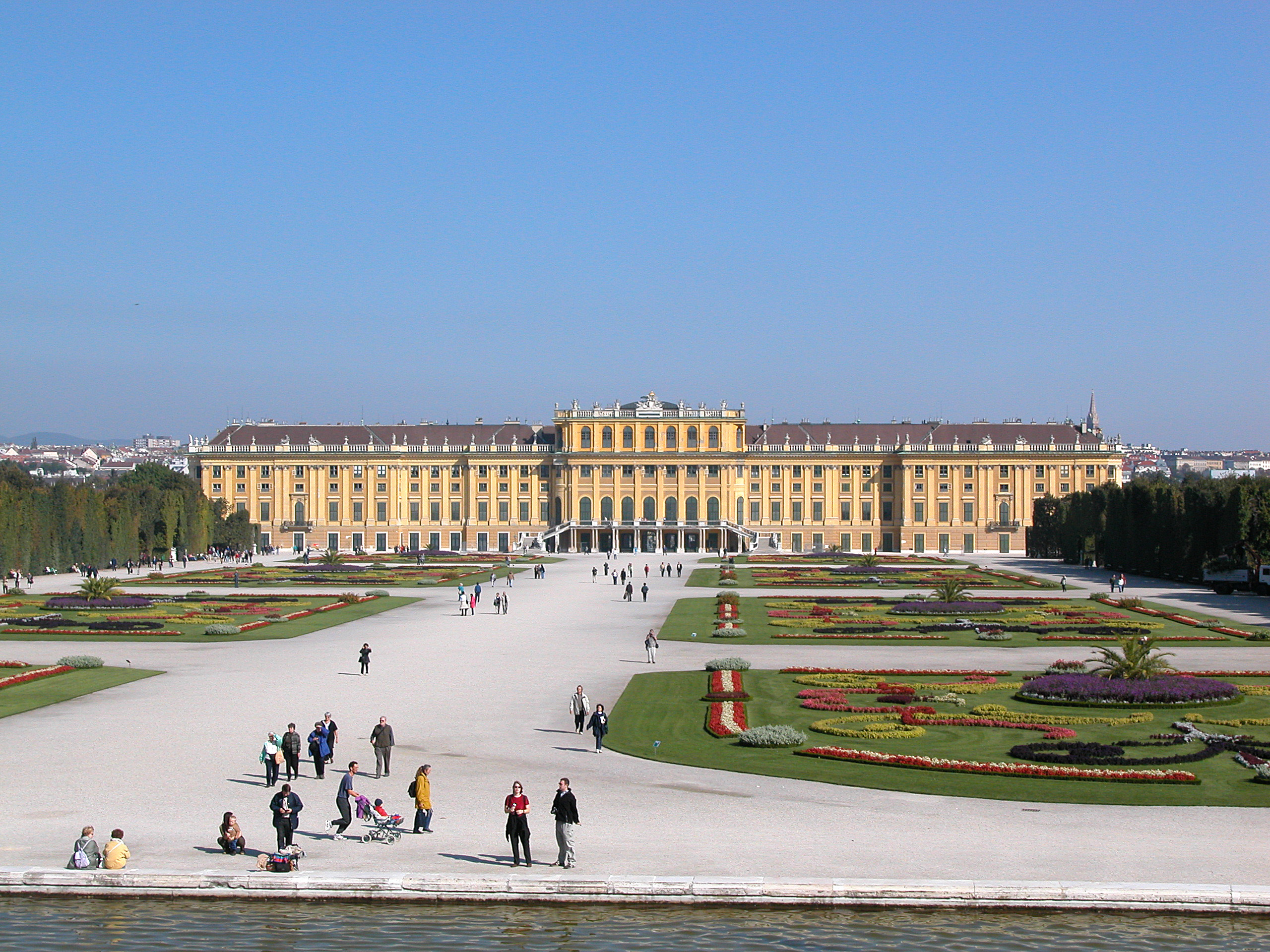
Palácio de Schönbrunn, Áustria

Como a organização centralizada do moderno governo nacional, formulada por Richelieu, era perfeita para Luís XIV e os seus conselheiros, outros estados europeus apressaram-se a copiá-la. Como seguiram o modelo francês na administração e, em particular, nos assuntos militares seguidos (motivo pelo qual, por exemplo, muito do vocabulário militar e do governo dos Estados Unidos, como "bureau", "personnel", e "materiel", ainda permanece em francês), muitos Príncipes tiveram que construir novos edifícios para alojar as novas burocracias. Como a governação, naqueles dias, ainda estava centrada na residência do Príncipe, Versalhes inflamou uma competitiva construção de palácios em jardins cheios de fontes entre a Elite europeia no Poder.
Ironicamente, a mais directa admiração por Versalhes veio quando a época dos "governos feudais" terminou, no final do século XIX. Luís II da Baviera, um monarca constitucional para quem Luís XIV era um ídolo, mais tarde restringido por médicos devido à sua insanidade mental, encomendou uma cópia quase idêntica de Versalhes, o Palácio de Herrenchiemsee, o qual seria construído numa ilha do bucólico Lago Chiem, no estado da Baviera. O financiamento esgotou-se rapidamente, mas a porção central foi finalizada, juntamente com a sua galeria dos espelhos. À sua volta foram construídos jardins formais franceses. Luís II da Baviera usou, ainda, a inspiração de Versailles para construir o Schloss Linderhof.
Durante o período Barroco, os grandes palácios e as suas dependências alojavam governos em funcionamento. Quando Pedro I da Rússia estruturou um novo governo ao estilo Ocidental para a Rússia, visitou Versalhes numa Grande Embaixada e mais tarde decidiu construir uma residência nos arredores de São Petersburgo. Mandou então erguer Peterhof, um complexo de palácios, jardins e parques.
Na Inglaterra, onde, neste período, o poder estava centrado no Parlamento e, particularmente, em nobres politicamente poderosos em vez de centrado no poder monárquico, as tentativas foram limitadas. Estas incluíram renovações em Hampton Court, e em Chatsworth House. A resposta inglesa directa a Versalhes é o Blenheim Palace, construído como um monumento nacional para o inimigo de Luís XIV, o Duque de Marlborough. São de destacar ainda as obras mandadas fazer por Carlos II no Castelo de Windsor, nomeadamente a criação do Longo Passeio e a reconstrução dos Apartamentos Reais e da Galeria de St George por Hugh May.
Nas cortes da Alemanha, foram construídos vários palácios à semelhança de Versalhes, incluindo Schloss Wilhelmshöhe, em Kassel, Schloss Augustusburg e Schloss Falkenlust, em Brühl, o Schloss Friedrichsthal, em Gotha, o Palácio de Ludwigsburg, o Schloss Schleissheim, o Schloss Schwetzingen e a  Würzburger Residenz. Ainda na Alemanha, não se pode deixar de referir o Novo Palácio de Potsdam, mandado construir por Frederico II da Prússia e frequentemente comparado a Versailles, com o Palácio de Sanssouci a ganhar paralelo, de uma forma pouco rigorosa, com os Trianons. Muitos outros ainda permanecem erguidos, diminutos e frequentemente refinados palácios que já dominaram os timbres postais dos seus principados.
Na Suécia existe o Palácio de Drottningholm; na Áustria o Palácio de Schönbrunn, e na Hungria o Palácio Eszterháza em Fertöd, o centro administrativo de uma vasta herdade de uma família principesca e não de um monarca propriamente dito.
Em Itália, os palácios inspirados em Versalhes incluem o Reggia di Caserta, o Palazzo Ducale di Colorno e a Palazzina di caccia di Stupinigi.
Na Península Ibérica foram erguidos dois competidores com Versalhes: La Granja na Espanha, próximo de Madrid, também conhecido como "Versalhes espanhol", e o Palácio Real de Queluz em Portugal, próximo de Lisboa.
Em Kapurthala, Punjabe, Índia, o famoso Jagatjit Palace também é baseado em Versalhes. Foi mandado construir pelo último Marajá do principado de Kapurthala e desenhado pelo arquitecto francês, M. Marcel.
A Polónia, com um rei eleito detentor de menos poderes que os monarcas de outros países, teve poucas oportunidades para construções reais, e na verdade não era possível fazer nada na linha de Versalhes. De qualquer forma, o último Rei da Polónia, Estanislau II da Polónia renovou o Pałac Łazienkowski, essencialmente um pavilhão excepcionalmente vasto, como aqueles construídos pelos cortesões franceses como residências de fim-de-semana longe de Versalhes. O complexo palaciano Barroco mais desenvolvido naquele país é o Palácio Branicki em Białystok, o qual foi construído pelo Conde Jan Klemens Branicki, um nobre poderoso.
Na actual Letónia foi erguido o Rundāles Pils, também conhecido como "O Versalhes Báltico", iniciado como símbolo do poder e riqueza de Ernesto João de Biron, Duque da Curlândia, que chegou a ser regente do Império Russo durante um curtíssimo governo de 20 dias, em 1740.
Na Irlanda, Mervyn Wingfield, 7º Visconde Powerscourt, inspirou-se no Palácio de Versalhes quando construiu Powerscourt House, em Enniskerry, Condado de Wicklow.
No Brasil foi construído a partir de 1808 a Quinta da Boa Vista, residência imperial do Brasil. Com as obras e reformas terminadas em 1821 o palácio sofreu influência francesa em diversos aspectos seja pelo arquiteto contratado por D. Pedro I, Pedro José Pézerát ou pelo paisagista Auguste François Marie Glaziou que reformulou os jardins no reinado de D. Pedro II. Os profissionais franceses que aqui atuaram trouxeram, inevitavelmente, elementos e conceitos do Palácio de Versalhes.

## Eventos musicais
Segundo os registos, Versalhes acolheu alguns eventos musicais como:
Em 1988, nos dias 21 e 22 de junho, os seus pátios receberam os Pink Floyd durante a sua digressão europeia "A Momentary Lapse of Reason", a qual foi filmada. A filmagem do tema "The Great Gig in the Sky", no espectáculo, foi usada no DVD "Delicate Sound of Thunder".
Tina Turner se apresentou no Palácio de Versalhes em 1990 em uma das apresentações da turnê musical "Foreign Affair Tour" para promover seu álbum de estúdio "Foreign Affair".
No dia 2 de julho de 2005, os franceses Live 8 actuaram no pátio.
Nos dias 11 e 12 de julho de 2012 Vanessa Paradis fez um concerto na L'Opéra do Palácio de Versalhes, essa apresentação fez parte da digressão "Concert Acoustique Tour", as músicas gravadas na apresentação em Versalhes rederam o quarto álbum intitulado "Une nuit à Versailles", também foi lançado o vídeo do concerto em DVD e blu ray.

## O Palácio na cultura pop

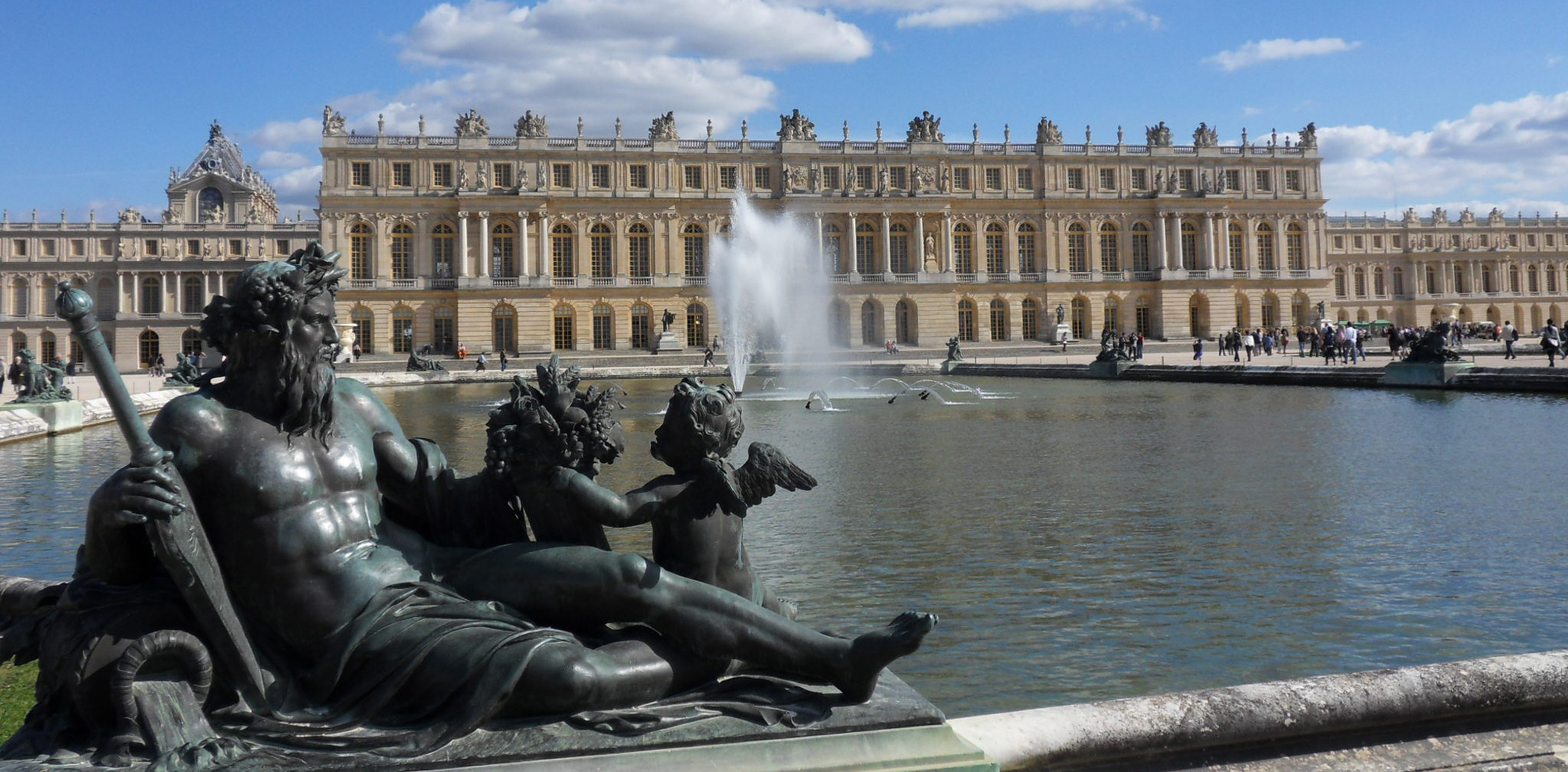
O jardim de água de Versalhes.

Em 1954 foi lançado o filme Si Versailles m'était conté do diretor Sacha Guitry, onde é contada a história dos acontecimento ocorridos no Palácio de Versalhes desde sua criação, passando pela Revolução Francesa até os dias atuais.
No anime A Rosa de Versalhes, de Riyoko Ikeda, baseado nos acontecimentos da Revolução Francesa, conta-se a história da personagem Oscar que foi criada na sua infância e adolescência como um homem e chegou a ser capitã da guarda da princesa Maria Antonieta, passando a frequentar o Palácio de Versailles.
O cantor e compositor Al Stewart lançou uma canção intitulada "The Palace of Versailles", a qual detalhava a Revolução Francesa, O Terror, e o golpe militar de Napoleão Bonaparte, a partir da perspectiva do "solitário Palácio de Versalhes".
O Palácio de Versalhes foi usado como uma área do jogo de vídeo Castlevania: Bloodlines da Sega Mega Drive, especialmente a Galeria dos Espelhos.
Em 1997, a Cryo Interactive Entertainment lançou o jogo Versailles 1685, cujo objetivo é interagir com a personagem Lalande, uma lavadeira que tem de descobrir quem está por trás de uma série de notas ameaçadoras encontrados ao redor do palácio. Em 2001, a mesma Cryo Interactive Entertainment lança Versailles II: Testament of the King, onde a trama acontece em torno do Palácio de Versalhes em 1700, ano da morte de Carlos II de Espanha, monarca que não havia deixado descendentes, começando então a crise de sucessão espanhola. Luís XIV de França aumenta a pressão diplomática, aparece então Charles-Louis de Faverolles que não tem nenhuma influência na corte, nem dinheiro, mas tem como ambição a carreira de diplomata na esperança de ser enviado para Espanha, onde casar-se com Elvira, sua paixão de infância. Assumindo o papel do personagem, o jogador deve entrar na corte e adquirir os seus costumes, escolher os seus aliados, entre outras missões.
Em 2006, o governo francês deu permissão à realizadora norte-americana Sofia Coppola para rodar o seu filme, Marie Antoinette, no Palácio de Versalhes. As filmagens incluíram a Galeria dos Espelhos para as cenas do baile de casamento, mesmo apesar deste ter sido renovado nessa época.